# ハイスクールD×Dの登場人物
ハイスクールD×Dの登場人物（ハイスクールディーディーのとうじょうじんぶつ）は、石踏一榮とみやま零によるライトノベルのシリーズ、『ハイスクールD×D』のキャラクターの一覧について解説する。

## オカルト研究部関係者

### グレモリー眷属
第22巻までのメンバー。主人公イッセーが眷属として所属する。メンバー間の仲は非常によく、特にオカ研初期メンバーであるリアス、朱乃、木場、小猫、ギャスパーは家族同然の関係である。第16巻でテロ対策チーム「D×D」に参加する。
イッセーの独立に伴い、アーシア、ゼノヴィア、ロスヴァイセの3名がリアス・グレモリー眷属から兵藤一誠眷属に移籍し、「地獄事変」後にソーナとルー・ガルーをトレードする。
兵藤 一誠（ひょうどう いっせい）
声 - 梶裕貴
本作の主人公。通称はイッセー。駒王学園高等部2年生→3年生。オカルト研究部所属。
強大な神滅具赤龍帝の籠手（ブーステッド・ギア）を宿していたために、堕天使レイナーレに殺害されるが、リアスの下僕として転生悪魔となる。三章の終盤では肉体が一度滅び、「悪魔の駒」にて再び転生して元人型ドラゴンの転生悪魔となる。邪龍戦役後には燚誠の赤龍帝の二つ名を得る。ランクは「兵士」→「王」。
体格は中肉中背だが、日々の修行で徐々に逞しく引き締まった体型になる。髪型は龍を模ったような形をした茶髪が特徴。自他共に認めるドスケベで、超重度のおっぱいフェチ。性欲を除けば、その精神性は常識的で、リアスと同様に身内への情愛に満ちている。目的に真っ直ぐで努力を厭わない真面目さや、差別のない評価など、仲間思いである人となりはグレモリー眷属の精神的支柱である。どんな相手とも最高の友達になる才能を持ち、オカルト研究部の女子全員から熱烈な好意を持たれている。ただし、女性から向けられる好意に鈍いところがある。
その旺盛な性欲によって、女性の衣服を粉砕する洋服崩壊（ドレス・ブレイク）や、女性の胸の内を盗み聞きする乳語翻訳（パイリンガル）などの限定的だが強力な技を開発していく。戦闘では近接での肉弾戦を主体とするほか、単純な魔力砲撃や火炎放射能力を使用する。のちに赤龍帝の三叉成駒（イリーガル・ムーブ・トリアイナ）を会得し、サイラオーグ戦では真紅の赫龍帝（カーディナル・クリムゾン・プロモーション）に目覚める。二天龍の和解をきっかけに白龍皇の妖精達（ディバイディング・ワイバーン・フェアリー）を会得し、リゼヴィム戦ではオーフィスの力を得て龍神化－D×D・G（ディアボロス・ドラゴン・ゴッド）－に至る。
当初はハーレムを作るために上級悪魔になることが第一目標だったが、悪魔稼業の中で意識が変化し、最強の「兵士」になること、いずれはリアスから独立し「王」としてレーティングゲームで活躍すること、そしてヴァーリと戦い勝利することが大きな夢として加わる。
13周年記念の「D×D」人気総選挙での順位は、全キャラ部門2位、男キャラ部門1位。
龍帝丸（りゅうていまる）
イッセーの使い魔。「魔獣騒動」後にスルト・セカンドから譲渡された、スキーズブラズニルと呼ばれる北欧に伝わる空飛ぶ魔法の帆船。主人のオーラを糧に成長し、様々な姿に進化する性質を持つ。17巻時点でボートほどの大きさだったが、のちに急成長しドラゴンの意匠を持った巨大な飛行船となる。
未来に訪れる「UL」による襲撃への備えとしてグレートレッドの力を自らに顕現させ、以前の飛行船形態から縮小しつつ武装をいくつも実装し、攻撃的なフォルムの巨大飛行ユニットへ変化する。さらにはイッセーと合体することにより、星をも滅ぼす新形態A×A（アポカリュプス・アンサーアームズ）に進化する。

リアス・グレモリー
声 - 日笠陽子
本作のメインヒロイン。紅髪に青い瞳の美少女。悪魔に転生したイッセーの主で、駒王学園高等部3年生のオカルト研究部部長。大学部進学後は「日本文化研究会」を立ち上げる。2代目魔王サーゼクス・ルシファーの妹で、グレモリー家の次期当主。悪魔としての階級は上級悪魔→最上級悪魔。ランクは「王」。
普段は冷静な性格だが、あらゆる面で感情的になりやすく、喧嘩っ早いうえに負けず嫌い。甘やかされて育ったため、短気かつわがままな性格でもあるほか、天然なところもある。自身の眷属悪魔に対する慈愛の情が深く、イッセーのことも転生当初から可愛がっていたが、フェニックス家との婚約問題の解消に尽力してくれたことがきっかけで恋心を抱く。
戦闘スタイルはパワー寄りのウィザードタイプで、上級悪魔として基礎スペックが高いほか、優れた交渉能力を持つ。母方のバアル家から「滅びの力」を受け継いでおり、自身の髪色から紅髪の滅殺姫（べにがみのルイン・プリンセス）の異名を持つ。また、赤龍帝であるイッセーをはじめとして強力な眷属を形成した功績から、若手四王（ルーキーズ・フォー）と称されている。豊満な胸の持ち主で、作中ではそれがイッセーの独自のパワーアップに繋がるなど制御スイッチになっていることから、スイッチ姫とも呼称される。
「赤龍帝の三叉成駒」の発動時には唐突に京都へ召喚されたうえ「第2フェーズ」に入ったとのことから乳首が光を放つようになる。さらに、乳房に「譲渡」が行われたことで「第3フェーズ」に入り、乳首からイッセーの消耗したオーラを回復させる光線・通称「おっぱいビーム」を放つことができるようになる。
初期設定におけるデザイン上のモデルは、『To Heart2』の登場人物・タマ姉こと向坂環。「リアス」という名前は、ガブリアスに由来しており、「消滅の魔星」はメテオガブに由来している。
「D×D」人気総選挙での順位は、全キャラ部門1位、ヒロイン部門1位。
コウモリ
リアスの使い魔。人型に変身する能力を持ち、主に悪魔稼業にてリアスの縄張りである領土の付近にある商店街に人に変身して悪魔を召喚する魔法陣が刷られたチラシを人に配る役割を務める。

アーシア・アルジェント
声 - 浅倉杏美
イタリア出身の金髪の美少女。あらゆる負傷を治癒できる状態変化系神器（セイクリッド・ギア）聖母の微笑（トワイライト・ヒーリング）の所有者。元は堕天使陣営の「教会」に拾われたシスターで、一度はレイナーレに神器を奪われ死亡するが、リアスの眷属悪魔として転生する。その後は兵藤家の居候になり、駒王学園高等部に2学年として入学。オカルト研究部にも入部し、19巻では部長に就任する。悪魔としての階級は下級悪魔→中級悪魔→上級悪魔。ランクは「僧侶」。
純粋で心優しい性格。レイナーレとの一件で、自分のことを命がけで助けようとしたイッセーに恋心を抱いている。後に同じく兵藤家に居候したリアスと取り合いになることもあるが、リアスからは実妹のように可愛がられており、運動会の頃からは彼女を「お姉さま」と呼ぶようになる。また、自分と同じくかつて教会に身を置いていたゼノヴィアやイリナとは行動を共にすることが多い。イッセーの両親からは実の娘のように可愛がられており、アーシア自身も2人のことを実の親のように感じていることもあり、2人を「お父さん」「お母さん」と呼んでいる。
戦闘力はないが希少な回復魔法の使い手で、のちに「龍使い」としての素養を見込まれて召喚魔法の指導を受ける。
アーシアを傷つけたキャラクターは悲惨な最期を遂げるというジンクスがある。
「D×D」人気総選挙での順位は、全キャラ部門8位、ヒロイン部門5位。
ラッセー
アーシアの使い魔。上位ドラゴンの一種である蒼雷龍（スプライト・ドラゴン）のオスの幼体。雷撃を放つ能力があり、アーシアに危害を加えようとする者には容赦なく雷撃を浴びせる。
「黄金龍君（ギガンティス・ドラゴン）」ファーブニル

アンセルムス、キュリロス、グレゴリオス、シメオン

姫島 朱乃（ひめじま あけの）
声 - 伊藤静
駒王学園ではリアスと共に「駒王学園の二大お姉さま」と称される、和風な佇まいの美少女。駒王学園高等部3年生で、オカルト研究部副部長。大学部進学後は、リアスが立ち上げた「日本文化研究会」に入部する。
堕天使であるバラキエルと人間である姫島朱璃の間に生まれたハーフ堕天使。母を亡くした襲撃事件がきっかけで堕天使を忌避し、父に反発して各地を放浪する中でリアスと出会い、中学入学前に悪魔へ転生したという過去を持つ。悪魔としての階級は下級悪魔→中級悪魔→上級悪魔。ランクは「女王」。
普段は温厚な性格だが、ドSであり、戦闘時には普段とはうってかわって攻撃的な一面を見せる。出会った当初からイッセーに好意を抱いていた節があったが、堕天使に良い感情を持っていないイッセーが、堕天使の血を引く自分を受け入れてくれたことで本気の恋心を抱く。父とは襲撃事件以降は疎遠になっていたが、3章の序盤で和解する。リアスとはグレモリー眷属の中で一番付き合いが長く、木場からは「部長の懐刀」と評されている。
戦闘では雷を操って攻撃する、雷の巫女の異名を持つテクニック寄りのウィザードタイプ。のちに封印していた堕天使の力を解放し、雷に光力を上乗せするようになったことから雷光の巫女の異名を得る。加えて、イッセーからドラゴンの力を吸い続けたことで、東洋の龍を模した意思を持つ魔力の塊を操る力雷光龍を発現させる。また、母から鬼に好かれる体質を受け継いでおり、鬼の面を被ることで五行の魔方陣から使い魔として契約を結んだ鬼を召喚する。
「D×D」人気総選挙での順位は、全キャラ部門3位、ヒロイン部門2位、カップリング部門ではイッセーとのカップルで2位。
小鬼（こおに）
朱乃の幼少時からの友達でもある使い魔。
温羅（うら）
桃太郎で有名な鬼ヶ島にいる鬼の首領のモデル。
茨木童子（いばらきどうじ）
日本三大妖怪の一角・酒呑童子の右腕とされた伝説の鬼神。

塔城 小猫（とうじょう こねこ）
声 - 竹達彩奈
駒王学園高等部1年生→2年生で、オカルト研究部部員。元は妖怪・猫又の中でも希少な猫魈と呼ばれる存在だったが、主人を殺害し逃亡した姉の黒歌の責任を押し付けられて処分されそうになったところをサーゼクスに救われ、リアスの眷属悪魔に転生した。悪魔としての階級は下級悪魔→中級悪魔→上級悪魔。ランクは「戦車」。
猫耳を生やした幼児体型であり、胸の小ささを気にしている。あまり感情を表に出さず、基本的に口数は少ないが、時折強烈な毒舌を放つ。サブカルチャーに詳しく、見かけによらず健啖家。
冥界で姉の黒歌から体を張って守ってくれたイッセーに好意を寄せるようになる。黒歌に対しては転生後もわだかまりを抱いていたが、ヴァーリチームとの共闘を経てある程度信用するようになる。レイヴェルとはイッセーを巡る恋のライバル。
本来の名前は白音（しろね）で、転生後にリアスから「小猫」と命名された。「アザゼル杯」での黒歌との対決以降は、公式な場面では塔城 白音（とうじょう しろね）を名乗る。
一部の仙術を扱うことができ、仙術を使って身体に闘気を纏った猫又モードレベル2となることで、一時的に戦闘力が向上し尾が2本に分かれる。第4章では、黒歌との修業の結果、近くの自然の気を自身の闘気と同調させることで一時的に成長する白音モードという技を会得し、この姿の時は火車を操り、邪悪な存在を浄化する能力を使用する。最終章では、通常形態のまま闘気を高めることで三尾状態に覚醒、音速を超えるスピードで体術を使用する。
「D×D」人気総選挙での順位は、全キャラ部門4位、ヒロイン部門3位。
シロ
小猫の使い魔の白猫。

木場 祐斗（きば ゆうと）
声 - 野島健児
駒王学園高等部2年生の男子生徒。オカルト研究部部員で、19巻より副部長。イッセーと並んでグレモリー眷属のエース格と目されているテクニックタイプの剣士で、ランクは「騎士」。悪魔としての階級は下級悪魔→中級悪魔→上級悪魔。
元はイザイヤの名で呼ばれる「聖剣計画」の聖剣使い候補で、因子不足とみなされ他の候補生ともども始末されそうになったが、リアスによって眷属悪魔に転生させられたことで命を救われ、現在の名前を得た。他にも、サーゼクスの「騎士」である沖田総司を師匠として育った過去を持つ。
常識人かつイケメンで、女子生徒からの人気が高い。イッセーからは当初は一方的に嫉妬されていたが、死闘を乗り越えるうちに次第に互いを認め合い、親友になる。元々手先が器用で料理が得意だったこともあり、将来的にケーキ屋を開くという夢を持っている。
先天的にあらゆる属性の魔剣を生成できる創造系神器魔剣創造（ソード・バース）を所有し、後天的に聖剣を生成できる創造系神器聖剣創造（ブレード・ブラックスミス）を獲得した。のちに撃破したジークフリートから5本の魔剣を得る。
作者の石踏は、本作の初期構想では主人公にする予定であったが、「少しキャラが弱い」ために同僚ポジションにしたとのこと。
「D×D」人気総選挙での順位は、男キャラ部門5位。

ゼノヴィア・クァルタ
声 - 種田梨沙
短めの青髪に緑色のメッシュを入れた、目つきの鋭いイタリア人美少女。カトリック教会の聖剣使いだったが、神の不在を知ってリアスの眷属として悪魔に転生し、駒王学園高等部2学年に転入する。「兵藤一誠眷属」への移籍後は主に活動系の仕事を受け持つ。悪魔としての階級は下級悪魔→中級悪魔→上級悪魔。ランクは「騎士」→「王」。後述の戦闘スタイルから破壊の双聖剣の異名を持つ。
転生前は破壊の聖剣（エクスカリバー・デストラクション）を主に用いていたが、本来は聖剣デュランダルの使い手。和平交渉後は2本を合体・改良したエクス・デュランダルを扱う。得意技は開戦直後にデュランダルの聖なるオーラを叩き込む「開幕デュランダル砲」。のちにデュランダルの特性を理解したことで真のエクスカリバーとの聖剣二刀流というスタイルを確立する。また「アザゼル杯」予選終盤にてシェムハザからエクスカリバーの鞘を譲渡される。
頭脳明晰で運動神経は抜群だが、教会育ちであるため、一般常識を欠いた天然な面がある。イッセーがミカエルに対してアーシアやゼノヴィアの神に祈る許可を直談判したことをきっかけに、イッセーを異性として意識するようになる。14歳の時に出会ったイリナは、同年齢のエージェントとして幾度も戦いを乗り越えてきた相棒にして親友である。19巻で駒王学園の新生徒会長に当選し、何かを教える仕事に就きたいと思うようになり、将来は進学を目指す生徒のための塾を開きたいと考えている。
「D×D」人気総選挙での順位は、全キャラ部門5位、ヒロイン部門4位。
ファイナル・デスシーサー
「渦の団」の幹部「四覇将」の1人。子犬ほどの大きさの黒いシーサーで通称彷徨大元帥。家を守護するシーサーでありながら一度も家を守護せず各地を彷徨し続けた。沖縄侵略の際に迷子になっていたところをゼノヴィアに捕獲されて使い魔になる。

ギャスパー・ヴラディ
声 - 佐倉綾音
金髪と赤い双眸を持った、女装癖のある男の娘で、デイライトウォーカーと人間のハーフの美少年。ヴァンパイアハンターの手に掛かって命を落とし、リアスに救われて悪魔に転生した経緯を持つ。駒王学園高等部の1年生→2年生。悪魔としての階級は下級悪魔→中級悪魔→上級悪魔。ランクは「僧侶」（変異の駒）→「王」。
時間系神器停止世界の邪眼（フォービトゥン・バロール・ビュー）」改め、新規神滅具時空を支配する邪眼王（アイオーン・バロール）の所有者。肉体を無数のコウモリに変える能力を持つ。第4章以降はバロールの力で戦闘することが増え、最終章では修行を積んだことで腕などの体の一部だけを闇で覆って強化するバロール部分変化を編み出す。
吸血鬼の社会で親兄弟からも差別的な扱いを受けてきたことから、重度の対人恐怖症で、よく段ボールに隠れている。冥界の上層部がリアスの力を認めるまで、駒王学園旧校舎の一室に封印されていた。封印解除後、厳しくも親身に関わりあったイッセーのことを尊敬しており、彼によく懐いている弟分。同級生の黄龍とはライバル関係にある。ヴァレリーとは幼なじみで、彼女が意識を取り戻してからは甲斐甲斐しく世話を焼く。
「D×D」人気総選挙での順位は、男キャラ部門6位。
ギャスパー・バロール
闇ギャスパーこと、ギャスパーの中にいるもう1人のギャスパー。彼の存在が、ヴラディ家がひた隠しにしていたギャスパー追放の真の理由である。
誕生時のギャスパーは、禍々しいオーラに包まれた、黒く蠢く不気味な異形の姿だった。誕生後、母をはじめ出産に立ち会った産婆を含めた従者たちが相次いで変死を遂げ、父はギャスパーが周囲の者に対して、無意識に力を使って呪殺したと推測した。
その正体は、ギャスパーが母の胎内にいた時期に魔神バロールの断片化された意識の一部が宿って生まれた存在。自身のことはバロールであってバロールではない「ギャスパー・ヴラディ」であり、神性はすでに失われて魔の力のみが残った存在だとしている。意識が表に出ている際には、ギャスパーの姿は闇のオーラを放つドラゴンに酷似した巨体の生物に変わり、闇の領域を形成して闇の魔物を無数に生みだして使役するようになる。
普段のギャスパーに比べて声のトーンが低くなって口調が大きく変わり、性格も好戦的かつ冷酷なものになる。一方で仲間想いな点は変わらず、オカルト研究部のメンバーや、自身の意識の覚醒に関わったヴァレリーのことは決して傷つけないと誓っている。

ロスヴァイセ
声 - 加隈亜衣
アースガルズの主神・オーディンのお供を務めるヴァルキリーの1人。のちに悪魔に転生し、グレモリー眷属の「戦車」枠になる。イッセーの上級悪魔昇格に伴い、リアスの説得を受けて「兵藤一誠眷属」に移籍する。悪魔としての階級は下級悪魔→中級悪魔→上級悪魔。
駒王町を覆う結界の担当者の1人。北欧系の術式魔法や精霊魔法に長けており、必殺技はあらゆる属性と種類の攻撃魔法を一斉に展開して相手に叩き込むフルバースト。「アザゼル杯」予選終盤に、シェムハザ経由で北欧の神の武具であるミスティルティンの杖を譲渡される。
真面目かつ融通の効かない性格だが、恋人ができないことを極端に気にしている。主婦のような節約生活を送っており、金銭面にシビアで浪費には厳しい態度をとる。年齢は10代だが、祖国では飛び級で大学課程まで修了した才媛。転生後は駒王学園で公民科の教師になり、22巻でアザゼルの代わりにオカルト研究部の顧問になる。アウロス学園防衛戦で助けられて以来、イッセーに好意を抱いている。
「D×D」人気総選挙での順位は、全キャラ部門7位、ヒロイン部門7位。

### 眷属以外のオカ研メンバー
アザゼル
声 - 小山力也
本作における語り部の一人。全知全能の「聖書の神」に逆らって人間に知識を与えた元天使の1人にして、堕天使の組織神の子を見張る者（グリゴリ）の初代総督。矯正な顔立ちと前髪が金髪で顎鬚を生やした外見と、背中に生えた12枚の黒い翼が特徴。
研究者気質で、特に神器の研究にのめり込んでおり、後に自ら人工神器やその補助装置を作成する。ノリが軽く、思いつきで危険な実験を行うトラブルメーカーだが、カリスマ性の高さや面倒見の良さから人望は厚い。女好きが原因で堕天しており、過去に数百のハーレムを作ったこともあってイッセーから尊敬されている。
「駒王協定」締結後、化学教師として駒王学園に赴任し、オカルト研究部の顧問となる。「魔獣騒動」後は協定違反の責任を取って総督を辞職し、第4章では駒王学園を中心とした地区の監督、および特別技術顧問を務めるほか、16巻以降「D×D」の技術顧問兼総監督を務める。
「禍の団」のカテレア・レヴィアタンとの戦闘で左腕を失って以降は義手を装着する。戦闘能力は高く、「神の子を見張る者」総督時代は五大龍王の一匹・ファーブニルと「契約」を交わし、人工神器堕天龍の閃光槍（ダウン・フォール・ドラゴン・スピア）の疑似禁手堕天龍の鎧（ダウン・フォール・ドラゴン・アナザー・アーマー）を使用する。
『堕天の狗神 -SLASHDØG-』にも登場する。
「D×D」人気総選挙での順位は、男キャラ部門3位。

紫藤 イリナ（しどう イリナ）
声 - 内田真礼
擬態の聖剣（エクスカリバー・ミミック）を扱うプロテスタント教会所属の人工聖剣使い。天真爛漫かつ実直な性格に、敬愛の精神を持つ敬虔な信徒。のちに「御使い（ブレイブ・セイント）」に転生する。
イッセーの幼馴染で、栗毛ツインテールの美少女。戦闘スタイルは剣士で、スピードを生かしたトリッキーな動きを得意とする。転生後は光の剣や試作品の量産型聖魔剣を使用し、18巻以降は父のトウジから渡された聖剣オートクレールを主に使用する。
数年ぶりに再会したイッセーに対して、次第に好意を抱くようになり、天使に転生してからはイッセー絡みでたびたび堕天しかけている。クリスマス以降はイッセーを「ダーリン」と呼んで以前よりも積極的なスキンシップをするようになった。アーシアやゼノヴィアとは親友であり、共に「教会トリオ」を結成している。家電量販店でホームベーカリーを天界の経費で購入して以来パン作りに興味を持つ。
2学期から駒王学園高等部2学年に転入、16巻では他の御使いやグレモリー眷属同様「D×D」のメンバーとなり、18巻でオカルト研究部に入部する。「地獄事変」後は2段階昇格して最上級天使になる。「アザゼル杯」では「燚誠の赤龍帝」チームの「騎士」枠で出場する。

レイヴェル・フェニックス
声 - 西明日香
フェニックス家出身の上級悪魔。小柄な割に胸が豊かな、金髪ツイン縦ロールの少女。少々ツンツンしていて高飛車なところはあるが、根は素直な優等生である。ケーキ作りが趣味で、家事もこなせる。
三兄ライザーの眷属として一度オカルト研究部の面々と敵対したが、リアスの婚約を破棄させるために兄と決闘したイッセーの勇姿を見て好意を抱くようになる。10巻で見聞を広げるために駒王学園高等部1学年に転入する。オカルト研究部には客分として入部し、イッセーのマネージャーに就任する。上級悪魔に昇格したイッセーの「僧侶」として「兵藤一誠眷属」に移籍する。頭脳派の軍師タイプで、「燚誠の赤龍帝」チームの要となっている。
ライザーのことは基本的に慕っているが、女誑しぶりに呆れている。駒王学園では小猫やギャスパーのクラスメイトであり、小猫とはイッセーに好意を抱くライバル同士の関係にある。
「D×D」人気総選挙での順位は、全キャラ部門6位、ヒロイン部門6位。

「無限の龍神（ウロボロス・ドラゴン）」オーフィス
声 - 三森すずこ
龍神の片割れである最強のドラゴン。テロリスト集団「禍の団」のトップ。無限とされる「無」から生じた無限を体現する存在であり、最強の神滅具「黄昏の聖槍」で貫かれても通用しないほど規格外の力を有している。
当初は周囲への関心が薄く、次元の狭間で真の静寂を得るために「禍の団」に協力していた。「赤龍帝の三叉成駒」や「真紅の赫龍帝」を発現したイッセーに興味をもつようになり、のちに「禍の団」との協力関係を解消して兵藤家でイッセーたちと同居し、徐々に周囲と交流するようになる。
性別の概念がなく、自由に姿を変える能力を有しており、現在はゴシックロリータ風の衣装を着用した黒髪の少女の姿をしている。「邪龍戦役」で命を落としかけたイッセーを救うために調整を施した反動で、巨乳の美女に成長した姿で固定されるが、元の幼女姿には変化の術を使うことで戻ることができる。
「D×D」人気総選挙での順位は、全キャラ部門9位、ヒロイン部門9位。

リリス
奪われたオーフィスの力から生み出された分身体の少女。リゼヴィムによって彼の母「リリス」の名を与えられる。容姿は瓜二つだが、オーフィス以上に無感情かつ無表情であり、言動も幼い。リゼヴィムが感情を持つこともできるように調整していたため、わずかながら感情が芽生え始めている。オーフィスの力から生まれた存在なだけに、技術は拙いが戦闘力は非常に高い。
兵藤邸に匿われているオーフィスは対外的には存在しないことになっているため、事実を知らない各勢力からはリリスがオーフィスであると認識されている。リゼヴィムの死後はリースと名乗り、龍神姉妹の妹分としてオーフィスと共に兵藤邸で暮らし始める。

ルフェイ・ペンドラゴン
ヴァーリチームのメンバー。
ベンニーア・オルクス
ソーナの「騎士」。真4巻より「兵藤一誠眷属」に在籍中。

イングヴィルド・レヴィアタン
人間との間に生まれた初代魔王レヴィアタンの末裔にして、隔世遺伝で悪魔の力を持って生まれた混血児。紫色の長い髪とオレンジ色の瞳の少女。新規上位神滅具終わる翠緑海の詠（ネレイス・キリエ）の所有者。
聞いているだけで癒されるようなキレイな歌声の持ち主。神滅具の2つの特性の内、海を操る能力はまだ未熟だが、ドラゴンに対する影響力の方は非常に高い。ただし制御が不完全で、敵と味方を区別して効果を発揮することができない。
生まれはヨーロッパにある海辺の町で、17歳の時に「眠りの病」を発症し、両親が召喚したレヴィアタン派の貴族悪魔に密かに匿われていた。100年以上眠り続けたのちに、神滅具の力に覚醒したことで目を覚ますが、女神ニュクスに誘拐されて洗脳を受けた。
誘拐後に保護された際にイッセーと友達になり、術が解けた後は「兵藤一誠眷属」の「女王」に転生し、ヒュプノス神とオネイロス神のもとで病の治療を受ける。真2巻では駒王学園の2年生に転入し、オカ研に入部する。

## テロ対策チーム「D×D（ディーディー）」
デュリオ・ジェズアルド
「D×D」のリーダー。転生天使。
孫悟空（そんごくう）
「D×D」のサブリーダー。須弥山からの出向。
アザゼル
「D×D」の技術顧問兼総監督。

### シトリー眷属
駒王学園にいる悪魔の眷属の1つ。主に生徒会のメンバーから構成されている。16巻でテロ対策チーム「D×D」に参加し、主に諜報活動でチームに貢献する。ソーナの当主就任に伴い、オフェンス担当メンバーの一部がリアスの系譜悪魔の眷属へ一時的に移籍する。
ソーナ・シトリー
声 - 高森奈津美
駒王学園高等部3年生→大学部1年。駒王学園生徒会長。人間界では支取 蒼那（しとり そうな）を名乗っている。スレンダーな体型で眼鏡をかけており、日本人離れした美貌を持つ黒髪の少女。
2代目魔王セラフォルー・レヴィアタンの妹。「元72柱」シトリー家の次期当主で、父が眠りの病を発症したことを受けて急遽当主に就任する。
「王」としては「若手四王」と称される実力者で、冥界では戦術家として評価が高い。家系の特色である水の魔力を得意としており、水を変化させたレヴィアタンと獣たちという一斉攻撃を使用する。真4巻で「D×D」として活動した功績により、上級悪魔から最上級悪魔に昇進する。
リアスとは幼い頃から一緒に遊んだ親友。セラフォルーにはよく振り回されており気苦労も絶えないが、非常に大切に思っており姉妹の仲はいい。厳格な性格だが、根は優しくおおらかで情が深い。趣味はお菓子作りで、見た目は上手いが味は壊滅的。中級・下級・転生悪魔でも別け隔てなくレーティングゲームに参加できる学校を冥界に作ることを夢としている。
「ソーナ」の名前はソーナンスに由来する。

匙 元士郎（さじ げんしろう）
声 - 井口祐一
駒王学園高等部2年生→3年生。駒王学園生徒会書記。19巻で新生徒会副会長になる。愛称はサジ。元人間で、ソーナを主とした転生悪魔。ランクは「兵士」。
13歳の時に両親を交通事故で、1年前に祖父を病気で亡くし、現在はシトリー家の援助を受けて弟妹と3人で暮らしている。主であるソーナに好意を抱いているが、彼女の方から一線を引かれている。純血悪魔の差別意識を目の当たりにしてからは、ソーナを助けてレーティングゲーム学校の教師を目指す。イッセーとは嗜好や思考が似通っており、後に自身の夢を打ち明けたことがきっかけで親しくなる。魔力があまり多くない体質であるため、努力を重ね鍛え上げた強さを持つサイラオーグを尊敬している。
黒い龍脈（アブソーブション・ライン）の宿主。ヴリトラの意識が復活したことに伴って新たな能力龍王変化（ヴリトラ・プロモーション）を獲得、予測困難なヴリトラの各種能力を駆使して敵を撹乱するシトリーチームのジョーカー黒い龍として、各方面より注目される。17巻にて自らの夢を見出したことで禁手罪科の獄炎龍王（マーレボルジェ・ヴリトラ・プロモーション）を発現させる。
地獄事変後は上級悪魔に昇格する。
「D×D」人気総選挙での順位は、男キャラ部門8位。

真羅 椿姫（しんら つばき）
声 - 木村亜希子
駒王学園高等部3年生→卒業。駒王学園生徒会副会長で、18巻で副会長を卒業する。眼鏡をかけた黒髪ロングの女子生徒で、ソーナを主人とする転生悪魔。ランクは「女王」。五大宗家の1つ真羅の出身。
武器は長刀と生まれ持った神器追憶の鏡（ミラー・アリス）で、亜種の禁手望郷の茶会（ノスタルジア・マッド・ティー・パーティ）による特殊な範囲系能力を持つ魔物を召喚する搦め手も使用する。ソーナの眷属になるまでは神器を制御できず、鏡を通じて異形を呼び寄せる能力を持っていたため、幽閉され迫害されていた。
性格はクールかつ厳格。グレモリー眷属とのゲームでの敗北がきっかけで木場に好意を抱くようになる。木場と親しいイッセーをライバル視するが、一方で「プリンス×ビースト」の隠れファンであり、自身も「駒王式真羅万象-木×一-（ハイスクールK×I）」を執筆し作家としてデビューする。「地獄事変」後に上級悪魔に昇進する。

由良 翼紗（ゆら つばさ）
駒王学園高等部2年生→3年生。体術に秀でた転生悪魔の女子生徒。19巻以降は生徒会の職を辞する。ボーイッシュな容姿と性格の持ち主で、女子生徒からの人気が高い。頭脳労働は苦手で、肉体労働向きだと自認している。ランクは「戦車」。
幼少のころから異形の者を認識できたため、その体質を利用して転生前から素手で異形退治をおこなっていた。魔力を込めた肉弾戦を主な戦術とし、現在はアザゼルから供与された人工神器精霊と栄光の盾（トゥインクル・イージス）を使用する。

ルー・ガルー
駒王学園大学部に在籍する転生悪魔の大学生。灰色の髪をした寡黙な美丈夫。他の眷属からの愛称は「ルガールさん」。眷属内では最年長ながら新入りということで控えめな態度を取っている。ランクは「戦車」。狼男と高名な魔女の間に生まれたハーフであり、獣人への変化能力のほか、魔法も使うことができる。
ソーナのシトリー家当主就任後、一時的に「リアス・グレモリー眷属」へ移籍する。

巡 巴柄（めぐり ともえ）
声 - 安野希世乃
駒王学園高等部2年生→3年生。退魔を生業とする巡一族の出身で、その先祖に滅ぼされた妖怪による呪いを解くために呼び出したソーナの眷属悪魔となった。そのために退魔業界から一家ごと追放され、現在は家族と駒王町で生活している。ランクは「騎士」。
武器は日本刀とアザゼルから供与された人工神器閃光と暗黒の龍絶刀（ブレイザー・シャイニング・オア・ダークネス・サムライソード）。全国制覇レベルの剣術の実力を持つ。

ベンニーア・オルクス
冥府の最上級死神のオルクスと人間の女性とのあいだに生まれた半神の少女。父やハーデスのやり方が気に入らず冥府を出奔し、「騎士」を探していたソーナのもとに自らを売り込み、彼女の眷属となった。ランクは「騎士」。
おっぱいドラゴンの熱烈なファンで、兵藤邸を「聖地」と呼んでたまに遊びに来ている。「魔法少女ミルキー」のファンでもあり、セラフォルーと意気投合している。
最終章で駒王学園高等部へ1年生として入学し、オカルト研究部に入部する。ソーナのシトリー家当主就任後、一時的に「兵藤一誠眷属」へ移籍する。

花戒 桃（はなかい もも）
声 - 小松未可子
駒王学園高等部2年生→3年生。小説では黒髪、アニメでは白髪の女子生徒。19巻の生徒会選挙での敗北後は生徒会を抜ける。アザゼルから供与された人工神器刹那の絶園（アブローズ・ウォール）を所有する。ランクは「僧侶」。
当初は木場に好意を抱いていたが、イッセーに何度も立ち向かう匙を見ているうちに彼を好きになる。仁村とは恋敵同士だが、戦闘能力面での相性は群を抜いている。

草下 憐耶（くさか れや）
駒王学園高等部2年生→3年生。お下げの女子生徒。魔法使いだった祖母から魔法を伝授されており、その縁でシトリー眷属となった。ランクは「僧侶」。
木場に好意を抱いているが、現在はレーティングゲームで木場に恋するようになった椿姫を応援している。魔法とアザゼルから供与された人工神器怪人達の仮面舞踏会（スカウティング・ペルソナ）を組み合わせた諜報を得意とする。

仁村 留流子（にむら るるこ）
駒王学園高等部1年生→2年生。気が強いツインテールの少女。生徒会のメンバーが悪魔であることを偶然知り、勢いでソーナの眷属悪魔になった。ランクは「兵士」。
ノリが軽く単純な性格で喧嘩っ早いため、ゼノヴィアとは気が合う。ソーナや椿姫がいたころは猫をかぶっていた。プロモーション後の特性としては「騎士」への適性が高く、アザゼルから供与された人工神器玉兎と嫦娥（プロセラルム・ファントム）と高速移動を併用した近接戦闘を得意とする。「アザゼル杯」時点で既に鬼手玉兎と嫦娥と巨蟹（ハイパー・プロセラルム・ファントム）に覚醒している。
オカ研ではアーシアのファンであるほか、小猫やレイヴェルとも親しい。何事にも真面目な匙のことが好きになるが、脈がない状態に痺れを切らして修学旅行の頃には諦めている。ソーナのシトリー家当主就任後、一時的に「ゼノヴィア・クァルタ眷属」に移籍する。

### バアル眷属
サイラオーグ・バアルとその眷属。10巻まで「若手四王」最強とされていたチームで、中でも「王」と「女王」は他の眷属と比べても頭1つ抜けた能力を持っている。
サイラオーグ・バアル
声 - 中村悠一、小市眞琴（幼少期）
冥界の大王家「バアル家」の次期当主。「若手四王」の1人で、若手No.1と目される。短い黒髪、紫色の瞳を持つ体格の良い野性的な男。次代の魔王となって、家柄や生来の物に関係ない実力評価の世界を作ることを目標としている。
大王家の証である「滅びの力」はおろか、まともな魔力すら持たなかったが、鍛え上げた肉体に任せた近接打撃格闘戦を得意とし、高い戦闘力を誇る。また、サイラオーグの溢れる生命力は「闘気」となって全身を覆っており、並の攻撃は一切通用しない。本気の戦闘スタイルである禁手獅子王の剛皮（レグルス・レイ・レザー・レックス）を着た状態での戦闘力は龍王クラスに匹敵し、諸刃の剣でもある覇獣（ブレイクダウン・ザ・ビースト）形態獅子王の紫金剛皮・覇獣式（レグルス・レイ・レザー・レックス・インペリアル・パーピュア・はじゅうしき）を発動すれば、その戦闘力は魔王クラスをも圧倒する。
グレモリー眷属との試合後は獅子王の異名を獲得する。また上役の貴族たちの後ろ盾を全て失ったため、一から積み直しに着手する。バアル領では正義のヒーローレオニクス・レクスとしてテレビでも活躍する。16巻でテロ対策チーム「D×D」に参加し、真4巻で「D×D」として活動した功績により上級悪魔から最上級悪魔に昇進する。
「D×D」人気総選挙での順位は、全キャラ部門10位、男キャラ部門2位。。

レグルス
声 - 天崎滉平
サイラオーグの「兵士」。真4巻で上級悪魔に昇進する。
普段は仮面をつけた少年の姿をしているが、その正体は主君が絶命した後も単体で稼働し、仇が全滅するまで暴走状態で荒れ狂った神滅具の獅子王の戦斧（レグルス・ネメア）。サイラオーグの手で神器だけが転生悪魔となった。禁手化するとサイラオーグの鎧「獅子王の剛皮」に変化する。
神滅具としての本来の姿は戦斧で、レーティングゲームでは額に宝玉がついた巨大な黄金の獅子に変身する。単体での実力も高いが、暴走の危険性を孕んでおり、唯一制御が可能なサイラオーグと組む必要がある。

クイーシャ・アバドン
声 - 貫井柚佳
サイラオーグの「女王」。アバドン家出身の上級悪魔で、金髪ポニーテールの美人女性。主に対して主従を超えた愛情を抱いている。穴（ホール）という特性を持つ。

ガンドマ・バラム
声 - 木内太郎
サイラオーグの「戦車」。バラム家の出身で、怪力を誇る偉丈夫。防御力も桁違いで、魔法に対する防御も高い。

ラードラ・ブネ
声 - 内野孝聡
サイラオーグの「戦車」。断絶した「元72柱」ブネ家の末裔で、人間の血も引いている男性。「ドラゴンを司る」と言われる一族の中でも希少なドラゴンへ変身する能力に覚醒しており、戦闘では巨大な黒いドラゴンになる。

ベルーガ・フールカス
声 - 拝真之介
サイラオーグの「騎士」。元72柱で馬を司る一族「フールカス家出身の甲冑騎士。武器として円錐形のランスを使う。
アルトブラウ
フールカスの愛馬の青ざめた馬（ペイル・ホース）。知能が高く脚は神速で、宙を駆け回ることもできる。たてがみの中に主人のランスを収納している。

リーバン・クロセル
声 - 石谷春貴
サイラオーグの「騎士」。断絶した「元72柱」クロセル家の末裔で、人間の血も引く魔法剣士。外見は軽鎧（ライト・アーマー）に帯剣という出で立ちの金髪優男。空間系神器魔眼の生む枷（グラヴィティ・ジェイル）を有する。

コリアナ・アンドレアルフス
声 - 森なな子
サイラオーグの「僧侶」。「元72柱」アンドレアルフス家の出身。スーツを着込んだ金髪でグラマーな女性。投げ槍のような形状の氷の魔力を放つ。

ミスティータ・サブノック
声 - 石上静香
サイラオーグの「僧侶」。断絶した「元72柱」サブノック家の末裔で、人間の血も引いている、不気味な杖を携えた小柄な美少年。封印系神器異能の棺（トリック・バニッシュ）を有する。

### アガレス眷属
シーグヴァイラ・アガレス
声 - 芳野由奈
冥界の大公家「アガレス家」の次期当主。「若手四王」と称される実力者。淡いグリーンがかった長いブロンドで、切れ長の双眸に眼鏡をかけた、冷たい雰囲気の女性。16巻で「D×D」に参加し、真4巻で「D×D」として活動した功績により上級悪魔から最上級悪魔に昇進する。
知略を駆使して戦う戦術家。家系に伝わる「時」の能力で、結界の中の時間経過を周囲より遅らせることができる。プライベートではロボットアニメをこよなく愛しており、中でも「機動騎士ダンガム」の大ファン。作成したプラモデルを魔力によって本物のロボットのように動かすことができる。

アリヴィアン
シーグヴァイラの執事兼「女王」。真4巻で上級悪魔に昇進する。
正体は「ズメイ」という東欧のドラゴン。攻守共に秀でており、肉弾戦も魔力戦もこなすオールラウンダー。しかし本来の姿になることはシーグヴァイラに禁止されており、普段は黒髪の人間の男性の姿をしている。

バフィール・フールカス
シーグヴァイラの「騎士」。ベルーガの妹。外見年齢は20代前半でストレートの長い栗毛をしている。

### 御使い（ブレイブ・セレント）
人間から転生して天使になった者たち。
デュリオ・ジェズアルド
天界の切り札「ジョーカー」に位置づけられている「御使い」で、ミカエルの部下。純白の10枚羽を背中から生やし、グリーンの瞳を持つ、神父服に身を包んだ転生天使の青年。2番目に強いとされる上位神滅具煌天雷獄（ゼニス・テンペスト）の所有者。第4章では「D×D（ディーディー）」のリーダーになる。
天然かつ飄々とした性格の自由人だが、セラフ候補とされる転生天使きっての才児であり、エクソシストだった転生前から高い実力を誇る。
施設で先天性に特殊な力を持って生まれ、力に呪い殺される子供たちを見てきたことで、その子供たちのために天国の領域に踏み込める「ジョーカー」という役割を引き受けた。「アザゼル杯」優勝にかける願いも「神器システムに干渉し、神器で苦しむ子供をこれ以上出さないこと」である。
「D×D」人気総選挙での順位は、男キャラ部門10位。

グリゼルダ・クァルタ
ガブリエルの部下であり、「御使い」では「Q（クイーン）」と位置づけられている転生天使。北欧的な顔立ちで青い目をした美女。司るスートからクイーン・オブ・ハートの異名を持つ。
駒王学園がある地域の天界スタッフを統括する、イリナの上司。基本的に悪魔に厳しいが、アーシアに対しては例外的に穏やかに接する。ゼノヴィアのことは手のかかる「妹」のように思っており、19巻で彼女を正式に妹とした。16巻で「御使い」の一員として「D×D」に参加する。

紫藤 イリナ（しどう イリナ）
ミカエルの部下で、「A」に位置づけられている。

シーザー・ヴィリアーズ
ウリエルの部下で、「J（ジャック）」に位置づけられている男性。転生前はプロテスタント側の高位教職者で、イリナの上司だった。

ディートヘルム・ヴァルトゼーミュラー
ラファエルの部下で、「A」に位置づけられている転生天使。神父の服装に彫りの深い面立ちをした、黒髪で体格のいいドイツ人男性。神器救護聖人による再起（ホーリー・リサシテーション）の所有者。

ネロ・ライモンディ
ウリエルの部下で、「A」に位置づけられている転生天使。ハリネズミのような尖った金髪が特徴的な、イタリア人の少年神父。防御系神器聖者の試練（スターディ・セイント）の所有者で、禁手聖者の試練に次ぐ試練（スターディ・セイント・ウィズスタンド）による持久戦とストラーダ直伝の「聖拳」を使った肉弾戦を得意とする。
快活かつ常にハイテンションな性格で、趣味は困っている人を救うこと。神器に対する抵抗力の低さで苦しむ妹がいる。天界の企画「キャプテン・エンジェル」では、妹や同じ境遇の子供たちのために志願して主役を務める。

ミラナ・シャタロヴァ
ガブリエルの部下で、「A」に位置づけられている転生天使。ロシア出身で、正教会のシストラ。黒いシスター服をきた巨乳の美少女で、灰色がかった青の瞳をしている。初心な性格。堕天使の幹部クラスに匹敵するとされる光力の達人。

真羅 清虎（しんら きよとら）
メタトロンの部下で、「J」に位置づけられている転生天使。長い黒髪を後ろで束ねている、精悍な顔つきをした日本人男性。五大宗家「真羅」の宗家の出で現当主の叔父に当たるが、クリスチャンに目覚めて単身ヴァチカンに渡って戦い続けた経歴を持つ。ヴァチカン謹製の霊刀を使った二刀流の達人。

劉 炳煥（りゅう へいかん）
ラジエルの部下で、「10（テン）」に位置づけられている男性天使。光力を主軸に置いた中国武術の達人。

イェシカ・ラーゲルクヴィスト
サンダルフォンの部下で、「Q」に位置づけられている。長い金髪と碧眼を持つ美少女で、始終眠たそうな表情の教会の戦士。障壁型結界術の使い手。

リント・セルゼン
「リアス・グレモリー」チームの「騎士」枠。エクストラ・ジョーカーの候補者。

### ヴァーリチーム
ヴァーリ・ルシファー
声 - 逢坂良太
「ヴァーリチーム」のリーダー。悪魔と人間のハーフで、初代魔王ルシファーの曾孫。ダークカラーの強い銀髪の美少年。神滅具白龍皇の光翼（ディバイン・ディバイディング）の現在の所有者で、現「白龍皇」。
心技体に加え魔力・魔法にも優れた才能を持ち、史上最強の白龍皇とされる。あり余る才能ゆえに父のラゼヴァンから虐待された末に捨てられ、路上生活をしていたところをシェムハザに拾われて以来、アザゼルによって育てられた過去を持つ。
傲岸不遜な一方で、今までの白龍皇と違って情に厚い一面もあり、チームメンバーからは信頼を寄せられている。自身と同じく二天龍の一角を宿すイッセーに対しては、当初は圧倒的な実力差から見下していたが、次第にライバルとして認めるようになる。保護者であるアザゼルを内心では理想の父として見ている部分がある。
「邪龍戦役」後は冥界政府から最上級悪魔として迎えられ、明星の白龍皇の二つ名を得る。「地獄事変」後はその功績から特級悪魔へ昇進し、正式に「超越者」の認定を受ける。
『堕天の狗神 -SLASHDØG-』にも主要人物の1人として登場。年少ながらすでに「白龍皇の光翼」に覚醒していた。政治的な問題からルシファーの末裔であることは身内以外には秘密にしていた。
「D×D」人気総選挙での順位は、男キャラ部門4位。

美猴（びこう）
声 - 保村真
ヴァーリチームに所属する、闘戦勝仏こと初代孫悟空の末裔である猿の妖怪。野生的でノリの軽い人間の青年の姿をしている。
気性が荒く好戦的なタイプだが、先祖をはじめとする三蔵法師の初代三弟子には頭が上がらない。觔斗雲を駆り、如意棒を武器とするほか、仙術の使い手としても優れている。下品な言動が多いために人徳はない。

黒歌（くろか）
声 - 高橋未奈美
ヴァーリチームに所属する転生悪魔。猫又の中でも強い力を持つ猫魈（ねこしょう）で、小猫の実姉。両親との死別後、ナベリウス家分家の上級悪魔の眷属悪魔となったが、主を殺し逃亡した罪でSSランクの「はぐれ悪魔」となっていた。その後は消息を絶っているあいだにヴァーリチームに加入した。魔力・魔法・仙術・妖術の使い手であり、最上級悪魔に匹敵する実力を有する。
小猫とは対照的に、悪戯好きな性格に抜群のプロポーションの持ち主。妹思いで、主人の殺害は無茶な強化を強いられた小猫を守るためであり、「アザゼル杯」で小猫の成長を見届けたことをきっかけに、彼女に倣って塔城の姓を名乗るようになる。天龍との子供を儲けるためにイッセーの遺伝子を欲するが、交流を重ねるうちに優しさに惹かれ始める。
「D×D」への参加でヴァーリチームに恩赦が出た際に、兵藤邸の食客として正式な居候となる。「地獄事変」後は上級悪魔に昇進し、「ゼノヴィア・クァルタ眷属」の「僧侶」となる。
「D×D」人気総選挙での順位は、ヒロイン部門10位。

アーサー・ペンドラゴン
声 - 石川界人
アーサー王の末裔で、英国の名家「ペンドラゴン家」当主の息子。紳士的な風体でスーツにメガネという格好の金髪の美青年。聖王剣コールブランドの所有者にして最強の人間候補の1人。「最強の聖剣使い」となることに興味を抱き、武者修行と称して「禍の団」に入った。元は英雄派の所属だったが、現在はヴァーリチームの一員。
戦闘強である一方で、妹想いな一面を持つ。自分と価値観の異なる父とは折り合いが悪かったが、ストラーダに敗北した後は助言を素直に受け入れられるような心境に落ち着く。ペンドラゴン家のメイドとして仕えるエレインとは相思相愛の関係。

ルフェイ・ペンドラゴン
声 - 篠田みなみ
アーサーの妹の魔法使いで、小柄な金髪の美少女。アーサー王と血縁関係にあったとされる伝説の魔女、モーガン・ル・フェイに倣った名前。元々は「黄金の夜明け団（ゴールデン・ドーン）」に所属していたが、兄のアーサーを追って「禍の団」およびヴァーリチームに入った経緯を持つ。若いが魔法使いとしては優秀で、禁術にも長けている。
「乳龍帝おっぱいドラゴン」の大ファンで、ヴァーリチームの「禍の団」脱退後は黒歌と共に兵藤邸に半ば居候化し、のちに「D×D」結成の際に出た恩赦と兄のアーサーの一押しでイッセーと5年契約する。ルームメイトでもある黒歌の世話役を務める。最終章で駒王学園高等部1年生として転入し、オカルト研究部に入部する。

「神喰狼（かみくいおおかみ）」フェンリル
ロキによって生み出された巨大な灰色狼。ロキの最高傑作とされ、全勢力でもトップ10に入るほどの力を有した最強の魔物。ヴァーリチームへの加入後は、力の一部を失った不満もなく、刺激に満ちた生活を送る。
神をも噛み殺す牙と、神滅具の鎧や龍王の鱗をも引き裂く鋭い爪を武器とする。下手な人間よりも知能が高く、人語を理解できる。一方で、狼の本能としてヴァーリチームのメンバーを格付けしている。

ゴグマゴグ
古の神に破壊兵器として作られた巨大ゴーレム。多数の個体が廃棄処分となって次元の狭間で漂っていたが、その中でも再起動可能だった個体がヴァーリに回収されてチームに加わった。普段は亜空間に収納されている。
武装は腕に搭載された対大型魔獣用の機関銃や目から放つ光線、ロケットパンチなどがあり、他にはバーニアによる飛行能力や自動修復能力が備わっている。さらに一定の知能もありメンバーとの連携も可能としている。

沙悟浄（さごじょう）
金身羅漢の子孫で現「沙悟浄」。小さなドクロをいくつも重ねたネックレスを身につけた、朱色の髪が特徴の美少女で、部活に励む女子中学生。河を拠点とする妖怪仙人の一族出身。武器は半月刃が付いた杖で、水を操る術を得意とする。サラマンダー・富田とは相性が悪い。

猪八戒（ちょはっかい）
浄壇使者の子孫で現「猪八戒」。ふくよかな体つきに豚のような頭部を持つ獣人。ネガティブかつ生粋のマゾヒスト。体力が抜きん出ているほか、見かけによらず機敏で、初代と同様に9本歯の釘鈀と口から吐く炎を武器とする。

チャーシュー
猪八戒が身代りに用意した豚で、ヴァーリチームが預かる。
サラマンダー・富田
最上級河童。「アザゼル杯」予選後からの補欠要員。

### その他メンバー
幾瀬 鳶雄（いくせ とびお）
堕天使陣営のエージェントで「刃狗」チームのリーダー。神滅具黒刃の狗神（ケイニス・リュカオン） の所有者。
「赤龍帝」ドライグ
イッセーの相棒。
「白龍皇」アルビオン
ヴァーリの相棒。
「黒邪の龍王（プリズン・ドラゴン）」ヴリトラ
匙の相棒。
「西海龍童（ミスチバス・ドラゴン）」玉龍（ウーロン）
孫悟空の古い仲間。
浄壇使者（じょうだんししゃ）
初代猪八戒。最終章から参加。
金身羅漢（こんしんらかん）
初代沙悟浄。最終章から参加。

## 駒王学園関係者

### 新生徒会役員
ゼノヴィア・クァルタ
生徒会長（2年生→3年生）。
匙 元士郎（さじ げんしろう）
副会長（2年生→3年生）。
巡 巴柄（めぐり ともえ）
書記（2年生→3年生）。

加茂 忠美（かも ただみ）
駒王学園2年生→3年生。19巻で生徒会書記になる。陰陽師の家系の出身で、独自に除霊を行う。やんちゃな性格をした長いお下げで細身の少女。

百鬼 勾陳 黄龍（なきり こうちん おうりゅう）
書記（1年生→2年生）。五大宗家の1つ百鬼の次期当主に当たり、その中でも一族で一番力の強い者に授けられる霊獣黄龍の名前と能力を授けられた少年。黄龍継承前の本名は竜太（りゅうた）であり、ティアマットからはその名前で呼ばれている。イッセーに憧れており、レイヴェルの推薦で「燚誠の赤龍帝」チームの「兵士」枠になる。
学業成績が優秀なほか、異能持ちの人間の中では相当な実力者とされる。以前、神滅具「究極の羯磨」の所有者だった従姉の百鬼黄葉を守れなかった経緯があり、現在は先代の中神黄龍を超えることに加えて、黄葉を今度こそ助けることを目標に修業している。力を継承するため国からは重婚を許可されており、櫛橋家に許嫁がいるほか、ヴォルデンベルク家との取り引きでミラーカとの結婚も決まっている。
『堕天の狗神 -SLASHDØG-』にも竜太として登場。当時12歳。

草下 憐耶（くさか れや）
会計（2年生→3年生）。
仁村 留流子（にむら るるこ）
会計（1年生→2年生）。

ミラーカ・ヴォルデンベルグ
会計（1年生→2年生）。カーミラ派の純血吸血鬼の中でも主柱を担うヴォルデンベルグ家の姫君。整った顔立ちに深紅の双眸と白銀の長髪を持つ少女の姿をしており、日中は陽光から身を守るために厚着をする。
同じ派閥のエルメンヒルデとは古くからの友人。実家と百鬼家との取り引きで、黄龍とは将来結婚することが決まっている。

### 悪魔の存在を知る生徒
安倍 清芽（あべ きよめ）
駒王学園3年生→卒業。テニス部部長。魔獣使いの家系の出身で、さまざまな魔獣を使役する。妖怪についても詳しい。
桐生 藍華（きりゅう あいか）
声 - 山崎はるか
イッセーのクラスメイトで、アーシアの友人。三つ編みの眼鏡女子で、眼鏡を通して「男性の尊厳」に関わる物を数値化する能力を持つことから匠の別名を持つ。誰とでも打ち解けられる性格で、変態3人組のことは嫌っておらず、オカ研メンバーの正体を知った後も普通に接する。情報通で、勘が鋭い。
最終章ではアーシアたちの助けになるために、「灰色の魔術師」に入会してラヴィニアに弟子入りする。

火照 幸彦（ほでり ゆきひこ）
駒王学園の男子生徒で初等部6年→中等部1年。ツンツンした髪型で、若干生意気そうな目つきをしている。霊剣、神剣の類を収集し、保管する由緒ある血筋の生まれで、悪用しないことと盗難から守ることを条件に十束剣（とつかのつるぎ）の1本を所有することが認められている。
九重（くのう）

トスカ

### 一般生徒
イッセーたちが悪魔であることを知らないため、イッセーは多くの女生徒からただの変態としてしか見られていない。
変態3人組
イッセー、松田、元浜の3人組の通称。学園の女生徒の大半から嫌われている。イッセーがモテ始めてからは、他の2人は嫉妬して自分たちに都合の良い形で根も葉もない変な噂を流すようになる。一方で、イッセーが悪魔稼業や修業などの多忙で時間が取れない時でも、他の2人は変わらず友人として接している。
松田（まつだ）
声 - 内匠靖明
イッセーの友人で、変態3人組の1人。丸刈り頭の男子生徒。
身体能力が高く、一見すると爽やかなスポーツ少年だが、日常的にセクハラ発言をする。中学時代は写真部に所属していた。そのため、エロ坊主やセクハラパパラッチの別名を持つ。一方で、困っている人を進んで助けるような好青年。
3年生に進級後、夏休みに困っていた3年D組の女子生徒初瀬（はせ）を助けたことがきっかけで2学期に彼女に告白される。
元浜（もとはま）
声 - 中國卓郎
イッセーの友人で、変態3人組の1人。ロリコン。
眼鏡を掛けた男子生徒で、眼鏡を通して女子の体型を数値化できることから、エロメガネやスリーサイズスカウターの別名を持つ。また眼鏡を取ると戦闘力が激減する。松田とは違い、運動能力に乏しい。

村山（むらやま）、片瀬（かたせ）
声 - 石原夏織（村山）、小倉唯（片瀬）
剣道部の女子生徒。村山は左右に束ねたロングヘアの女子で、片瀬はバンダナを付けたピンク色のショートヘアの女子。
原作小説では1巻で名前のみ登場。アニメ版では変態三人組を警戒する。

## 悪魔陣営
古の戦いにおいて、魔王をはじめとした多くの上位悪魔を失っている。ここ数百年のあいだにサーゼクスをはじめとした新たな四大魔王のもと、初代魔王の血族をはじめとした主戦派を追放し、平和主義に転換した。「悪魔の駒」を用いて転生悪魔を増やし、勢力を立て直そうとしている。
前魔王派とのいざこざや血統を重んじる貴族主義、それを前提にした合理主義、古い上級悪魔から魔王への内政干渉など、いまだ多くの問題を抱えている。

### 四大魔王
サーゼクス・ルシファー
声 - 諏訪部順一
リアスの実兄で、2代目魔王ルシファー。
グレモリー家の魔力に加え、母方のバアル家から「滅びの力」を受け継いだ強力な悪魔で、自身の髪色から紅髪の魔王（クリムゾン・サタン）の異名を持つ。「滅びの力」を凝縮させた高密度球体を無数に生み出し自在に操作する秘技滅殺の魔弾（ルイン・ザ・エクスティンクト）を使用する。
性格は気さくで物腰は丁寧だが、子供っぽいところもある。魔王として魔界の穏健な統治に尽力する一方で、為政者としての冷徹な一面も持ち合わせる。妹が好意を寄せているイッセーのことを気に入り、既に「義弟」扱いしている。
真の姿は人型に浮かび上がる滅びのオーラ。自身の意思に関係なく滅びの力を周囲に展開させ、すべてを無に帰すため、特殊な結界やフィールドの中でしか力を解放できず、常に浮遊している。
「サーゼクス」という名前は、シャア・アズナブルとゼクス・マーキスに由来している。必殺技はアストラナガンのインフィニティシリンダーからインスパイアされている。
「D×D」人気総選挙での順位は、男キャラ部門9位。

セラフォルー・レヴィアタン
声 - 清水愛
ソーナの実姉で、2代目魔王レヴィアタン。冥界の外交を取り仕切るほか、自身が主役を務める「魔法少女マジカル☆レヴィアたん」などの娯楽作品のプロデュースも手掛ける。氷の魔力の扱いに長けており、零と雫の霧雪（セルシウス・クロス・トリガー）という強大な技を持つ。
ノリの軽い性格で、妹を溺愛している。魔女っ子趣味を持ち、たびたび「魔法少女ミルキー」などのコスプレをする。
「セラフォルー」の名前は、セイラ・マス、フォウ・ムラサメ、ルー・ルカの頭文字に由来する。
2023年12月までモバゲーで配信されていた「ハイスクールD×D カード」では、魔法少女のコスプレ以外にも様々な衣装を着たカードが数多く登場した。

アジュカ・ベルゼブブ
声 - 柳田淳一
現魔王ベルゼブブ。緑色の髪に妖艶な顔つきをした、アスタロト出身の美青年。同じく魔王であるサーゼクスと並ぶ実力者で、ジオティクスが言う「現悪魔世界における『超越者』」の1人。サーゼクスやアザゼルがいなくなった後は「D×D」に直接指示を出す立場になる。
冥界における技術開発の最高顧問。術式プログラムの構築を得意としており、「悪魔の駒」の開発者にしてレーティングゲームの基礎理論を構築した張本人。現在は根本的なシステム管理のみ任されている。その能力は戦闘でも力を発揮しており、全ての現象を数式と方程式で操る覇軍の方程式（カンカラー・フォーミュラ）という技を持つ。サーゼクスのことは同じ「超越者」として唯一の友人だと思い、その関係を大切にしている。駒王町近くの街に拠点を構え、人間界で「ベルゼビュート」という「ゲーム」を運営している。
「アジュカ」という名前は、アムロ・レイ、ジュドー・アーシタ、カミーユ・ビダンの頭文字に由来している。

ファルビウム・アスモデウス
2代目魔王アスモデウス。グラシャラボラス家出身の、スキンヘッドの巨躯の男性。冥界の軍事を統括する、冥界最強の戦術・戦略家。
「働いたら負け」が口癖の怠け者。「夏休みの初日に宿題をすべて終わらせて、残りは全部休むタイプ」であり、優秀な眷属悪魔を集めることに生涯最大のやる気と全力を費やし、重要案件を除く仕事の大半を自身の眷属に丸投げしている。
生まれながらにしてあらゆる攻撃を防ぐ絶対的な防御の魔力を宿しており、彼の体には常にオレンジ色の防御のオーラが発生している。そのほかにも、食らった攻撃をカウンターの魔力に転換することができる。
「ファルビウム」の名前は、Gファルコンとデンドロビウムに由来する。

### ルシファー眷属
冥界最強とされるサーゼクス・ルシファーの眷属。「神器無効化」の力を持つリゼヴィムと直接対決に備えて、眷属の全員が非神器所有者で構成されている。
グレイフィア・ルキフグス
声 - 世戸さおり
サーゼクスの「女王」にして妻。リアスの義姉で、「最強の女王」と称されるナイスバディの美女。魔王クラスの実力者で、銀髪の殲滅女王（ぎんぱつのクイーン・オブ・ディバウア）の異名を持つ。
普段はメイドとしてグレモリー眷属のスケジュール管理を行い、ひとたびメイド服を脱ぐとグレモリー家の者としての言動をとる。サーゼクスとは大恋愛の末に旧魔王派と新魔王派という派閥を越えて結ばれた仲で、公私ともに尻に敷いており、他のルシファー眷属にとっても頭が上がらない存在。物事に細かくクールで完璧な印象を与えるが、実はリアス以上に寂しがり屋である。
アザゼル杯ではイッセーをサポートするために魔力で姿を変え、「燚誠の赤龍帝」チームの「女王」ビナー・レスザンとして参戦する。
「グレイフィア」という名前は、グレイシアとリーフィアに由来している。
「D×D」人気総選挙での順位は、ヒロイン部門8位。

スルト・セカンド
サーゼクスの「戦車」。北欧神話に登場する炎の巨人・スルトのコピー体で、誕生後に不具合から暴走を起こし、廃棄されたところをサーゼクスに救われて眷属となる。命の恩人であるサーゼクスには忠誠心を持つが、出生の経緯から北欧の神々には隔意を抱いている。
オレンジ髪で体格のいい男性の姿をしている。豪快な性格。魔王の「変異の駒」で転生したため、スペックは非常に高い。

バハムート
サーゼクスの「戦車」。深海の光魚とも呼ばれる神獣で、光り輝く巨大な怪魚の姿をしている。水中だけでなく空まで泳ぐことができ、ルシファー眷属では乗り物代わりになることが多い。それ以外では索敵や雑魚散らしが主な任務。

マグレガー・メイザース
サーゼクスの「僧侶」。「黄金の夜明け団」創設者の1人にして近代魔術の使い手であり、特に禁術の研究では第一人者である。72柱の悪魔に関する書物を編集・翻訳したことでも知られており、魔術師の業界では伝説的な偉人の1人とされる。
金髪と黒髪が交じるウェーブのかかった長髪と妖艶な印象が特徴の男性。説明好きな性格だが、少々皮肉屋。

沖田 総司（おきた そうじ）
サーゼクスの「騎士」。新選組一番隊組長で、病による死を回避するためにさまざまな魔の儀式を繰り返し、遭遇したサーゼクスの眷属悪魔となる。
天然理心流の達人。生前の度重なる魔の儀式の影響で、体内には鵺をはじめ数多くの妖怪が巣くっている。木場の師匠であり、転生悪魔となった彼が最初に心を開いた相手でもある。また、悪戯好きな性格で、リアスに間違った日本知識を教えたりもしている。

ベオウルフ
サーゼクスの「兵士」。「大罪の暴龍」グレンデルを倒したデンマークの英雄ベオウルフの子孫。
ルシファー眷属ではパシリのような扱いを受けているが、かつてただの人間だったころに、サーゼクスに戦いを挑んで手傷を負わせた実力者。サポートタイプの能力に長ける。

炎駒（えんく）
サーゼクスの「兵士」。深紅の鱗に身を包む東洋の神獣麒麟 。顔は東洋のドラゴンで、胴体は鹿や馬のような姿。リアスの成長を見守ってきた者の1人であり、彼女が冥界にいたころは話し相手になってあげたり、よく背に乗せてあげていた。

### その他の魔王眷属
ファラク
アジュカ・ベルゼブブの「女王」。冥府の王蛇とも呼ばれる伝説上の魔獣の1体で、地獄と体内が繋がっているとされる巨大な蛇の王。普段は女性の人間体の格好をしている。

ベヒーモス
セラフォルー・レヴィアタンの眷属。陸の魔獣王とも呼ばれる伝説の魔獣。

クジャタ
ファルビウム・アスモデウスの眷属。蒼き聖牛とも呼ばれる。

### 元72柱

#### グレモリー家
ジオティクス・グレモリー
声 - 速水奨
リアスとサーゼクスの実父で、グレモリー家の当主。日本の本州と同程度の領地を持つセレブ。厳格そうな外見とは裏腹に、魔王の身内としては珍しくノリが軽く、気さくで子供たちに優しい。料理が得意。
「ジオティクス」の名前はジオン・ダイクンとマルティクス・レクスに由来する。

ヴェネラナ・グレモリー
声 - 白石真梨（3期）→高橋美佳子（4期）
リアスとサーゼクスの実母で、バアル家の出身。外見年齢は娘より少し上で、髪は亜麻色。
消滅魔力の使い手で、亜麻髪の絶滅淑女（あまがみのマダム・ザ・エクスティンクト）の異名を持つ。若かりし頃は、亜麻髪の滅殺姫（あまがみのルイン・プリンセス）の二つ名とともにバアル家最強の女性として知られた。商才に長けている。

サーゼクス・グレモリー

リアス・グレモリー

ミリキャス・グレモリー
声 - 小澤亜李
サーゼクスとグレイフィアの息子。紅髪碧眼の可愛らしい容貌をした美少年。リアスの次のグレモリー家当主候補。両親の血を色濃く受け継ぐサラブレッドで、才能を持ちながら努力も怠らない。父と同じ散弾状の滅びの魔力を操作する術を習得している。
父を尊敬しているほか、リアスとは姉弟のように仲が良い。「おっぱいドラゴン」のファンでもあり、イッセーを実兄のように慕っている。
「ミリキャス」の名前は、ミリアルドとキャスバルに由来する。

キシス・グレモリー
先代のグレモリー当主でリアスの祖母。外見は20歳前後くらいで、垂れ目で柔和な顔立ち、紅色の髪をポニーテールにしている。現在は夫と城で隠居しており、基本的にグレモリー本家に関わらないスタンスを取る。

ルネアス・グレモリー
グレモリーの祖である「初代」グレモリー。長髪をツーサイドアップにし、頭上に小さな王冠のようなアクセサリーをつけている。イタズラ好きで小悪魔的な性格。精神の老いを嫌い、冬眠じみた永い眠りを取るようにしており、面倒事に巻き込まれないよう一族の間でも生死不明として扱うようにしている。

ハインリヒ・コルネリウス・アグリッパ
ジオティクスの「僧侶」。気品のある顔つきの中年男性。隠秘哲学についての魔導書を書いた魔法使いとして知られる。リアスからの信頼が厚い。後に魔王領に招集されて、サーゼクスが組織した魔力研究機関の副機関長として列席している。

#### フェニックス家
フェニックス卿
ルヴァルらフェニックス兄妹の父で、フェニックス家の当主。

フェニックス夫人
声 - 園崎未恵
ルヴァルらフェニックス兄妹の母。需要が高まったフェニックスの涙の精製に携わっている。外見は20代ぐらいで、顔は娘のレイヴェルに似ており、髪をアップにして高そうなアクセサリーを身につけている風貌が特徴。

ルヴァル・フェニックス
フェニックス家の長男で次期当主。ライザーとレイヴェルの兄。整った顔立ちに清廉された貴族風の青年。物腰の柔らかい誠実な印象の強い人格者で、悪魔として優れた品格と高い実力を兼ね備えている。自己中心的傾向の目立つライザーにとっても頭の上がらない存在。

ライザー・フェニックス
声 - 子安武人
フェニックス家の三男でレイヴェルの兄。リアスの元婚約者。フェニックス家がはじめたキャラクタービジネスの「フェネクス元帥」役になった。
可愛い女の子をコレクション感覚で集めているチャラ男。スケベだが女性に対しては誠実で、眷属とは交渉してから取り立てているため、彼女たちからも慕われている。レーティングゲームにかける熱意は本物で、家族への「接待」を除けばゲーム中に不正を行ったことは一度もない。

レイヴェル・フェニックス

マグナス・ローズ
新規神滅具機界皇子（アンノウン・ディテクター）の所有者。筋肉質で体格のいい白人男性で、合衆国の中央情報局（CIA）に所属するエージェント。

##### ライザー・フェニックスの眷属
ユーベルーナ
声 - 山川琴美
ライザーの「女王」。炎の魔力の扱いに長けているほか、頭を使った戦法を得意とする。ライザー眷属の中ではレイヴェルからも期待されている。

カーラマイン
声 - 原田ひとみ
ライザーの「騎士」。頭にバンダナ、西洋風の鎧を身にまとい、短剣を武器とする少女剣士。スピードを重視した戦法をとる。
シーリス
声 - 津田美波
ライザーの「騎士」。大剣を武器としており、剣を振るうことで衝撃波を発生させることができる。パワーを重視した戦法をとる。
イザベラ
声 - 櫻井浩美
ライザーの「戦車」。顔の片側に仮面を被った格闘家。
雪蘭（シュエラン）
声 - 中原麻衣
ライザーの「戦車」。カンフーを得意とする中華風の美女で、戦闘では両手両足に炎を纏って攻撃する。
美南風（みはえ）
ライザーの「僧侶」。十二単を着た和風少女。
ミラ
声 - 斉藤佑圭
ライザーの「兵士」。和服を着た棒術を扱う少女。
イル&ネル
声 - 赤﨑千夏
ライザーの「兵士」。Tシャツとスパッツ姿の双子姉妹で、チェーンソーを使用する。
ニィ、リィ
声 - 能登有沙（ニィ）、松永真穂（リィ）
ライザーの「兵士」。猫娘型悪魔。猫又だが種族的には小猫と別種。
シュリヤー、マリオン、ビュレント
声 - 平田真菜（シュリヤー）、沼倉愛美（マリオン）、慶長佑香（ビュレント）
ライザーの「兵士」。

#### シトリー家
シトリー家当主
セラフォルーとソーナの父。本編最終章では「眠りの病」の初期症状を発症し、公務を続けることへの不安から次女ソーナに当主の座を譲る。
セラフォルー・シトリー

ソーナ・シトリー

#### バアル家
ゼクラム・バアル
バアル家の初代当主。初代ルシファーによってリリスから生み出された上級悪魔の1人。紫色の双眸と、黒い髪を持つ初老の男性。穏やかだが隙のない力強さも感じ取れ、威厳のある雰囲気を全身から放つ。
実質的な大王派のトップ。悪魔が邪悪である必要はないが、真の悪魔とは上級悪魔だけであると思っており、2代目魔王はあくまで象徴にすぎず、「大王家」として貴族社会を存続させることが使命だと考えている。

バアル家当主
サイラオーグとマグダランの父。プライドや体裁を守るためなら非情になるが、自己主張を持たず、何らかの決定を行うときには必ずゼクラムや先代の指示を仰ぐ。

ミスラ・バアル
声 - 大津愛理
サイラオーグの実母でバアル家現当主の第1夫人。ウァプラ家の出身。サイラオーグが「滅びの力」を受け継がなかったために、夫から息子共々迫害され、ウァプラ家からのわずかな従者だけを連れてバアル領の辺境に追いやられ、サイラオーグを懸命に育ててきた。

サイラオーグ・バアル
バアル家次期当主。

マグダラン・バアル
サイラオーグの異母弟。戦闘が苦手な反面、植物学に造詣が深く、研究者になる夢を持っていたが家から認められず、次期当主候補として厳しい教育を受けていた。自身が今まで侮蔑していた兄に完敗したことでその座を奪われ、以降は兄に対してさまざまな妨害工作を行うが、ビィディゼの襲撃時に本音をぶつけ合ったことで和解する。

セクトーズ・バルバトス
マグダランの「女王」。元72柱バルバトス家の分家出身の男性悪魔。
ヴェヴェス・フールフール
マグダランの「僧侶」。

#### アスタロト家
アジュカ・アスタロト

ディオドラ・アスタロト
声 - 古川慎
アスタロト家の次期当主の悪魔。緑色の髪をしているやさしげな雰囲気の美青年。
外見とは裏腹に、聖女やシスターなど信心深い女性を誘惑して墮とすことを趣味としており、かつてアーシアが教会から追放されるきっかけをつくった張本人。「禍の団」と通じて現魔王血族への暗殺に協力し、シャルバからオーフィスの「蛇」を与えられていたが、グレモリー戦での敗北後に用済みと判断され抹殺される。

ラティア・アスタロト
アスタロト分家出身の女性悪魔。毛先が青味がかった長い金髪に、切れ長の目をした美少女。一見すると高飛車そうで近寄りがたい雰囲気をまとっているが、根はとても良い。ディオドラの不祥事によって繰り上がりでアスタロト家の次期当主になり、拠点を海外から駒王町周辺に移す。
「ラティア」の名前はラティアスに由来する。

#### グラシャラボラス家
ファルビウム・グラシャラボラス

ゼファードル・グラシャラボラス
声 - 村田太志
グラシャラボラス家の次期当主候補。緑色の髪を逆毛にして、顔や上半身に魔術的なタトゥーを入れたヤンキー風の男。己の実力に自信があり、魔力の才能に恵まれないサイラオーグを見下していた。

イリューカ・グラシャラボラス
グラシャラボラス本家出身の女性悪魔。銀髪をサイドアップにしたポーカーフェイスの美少女。首都リリスにある名門学校に通う。再起不能になったゼファードルに代わって、グラシャラボラス家の次期当主になり、拠点を海外から駒王町周辺に移す。
「イリューカ」という名前はカイリューに由来している。

#### ベリアル家
ディハウザー・ベリアル
声 - 浜田賢二
ベリアル家出身の最上級悪魔。ベリアル家現当主の息子。端正な顔立ちに灰色の髪と瞳をした男性。レーティングゲームではランキング1位の絶対王者で、皇帝（エンペラー）、王者（チャンピオン）の異名を持つ。現在はサイラオーグ・バアル眷属のアドバイザーを務めている。
2代目魔王にも匹敵する力を持つ1000年に1人の逸材とされる。相手の特性を一時的に消す「無価値」の特性を持つことから、誰よりも番狂わせを望む。かつて駒王町で起こったクレーリアの死の真相を知るために調査を行っており、裏でクリフォトに協力していた。

クレーリア・ベリアル
ディハウザー・ベリアルの亡き従姉妹。かつて駒王町を縄張りにしていた、リアスの前任にあたる女性悪魔。教会の戦士である八重垣と恋に落ちたが、悪魔側の大王バアル家や教会からは許されなかったため、眷属とともに粛清されたとされる。しかし実際は、「王」の駒（キングのこま）にまつわる冥界上層部のスキャンダルを知ったことが粛清の理由だった。

ベリアル家当主
ディハウザーの父。息子の才能に期待し、できる限り最高水準の教育を受けさせるために私財を限界まで投じるなど尽力していた。クレーリアの死の真相を知った後は、大王派を離れアジュカの傘下に入る。
カルファ
ディハウザーの母。息子を心配し、レーティングゲームへの参加に反対していたが、息子の逮捕後は過去の記録映像を見直すようになる。

#### その他の元72柱
シーグヴァイラ・アガレス

ナウド・ガミジン
声 - 飯島肇
冥界メディアに所属するアナウンサー。「元72柱」ガミジン家出身。
リリティファ・ウェパル
人魚の悪魔。美しい声を持つ緑髪の美少女。
「元72柱」ウェパル家の末裔で、古の大戦で家が傾いていたところに新魔王派・旧魔王派の争いが起こったため、どちらの派閥にも与することができず人間界の海に隠れ住んでいた。冥界政府に保護された後は、グレモリー領の湖で暮らしながら、日本への留学を目指して勉強中。現在の住処の近くで織物が有名であったことから、宣伝ガールに就任する。

グラッグ・フォルネウス
「元72柱」フォルネウス家出身の、チョウチンアンコウのような顔をした純血悪魔。海賊服に身を包み、部下たちからはキャプテンと呼ばれている。語学に秀でる家の出でありながら下品な口調で話す。幽霊船フライング・ダッチマン号に乗り、巨大なイカの怪物クラーケンを使い魔として使役する。

イオラヴァ・アモン
「元72柱」アモン家の次男。スケベ根性の持ち主。

エニーレィ・ヴァサーゴ
「元72柱」ヴァサーゴ家の次期当主候補で、イオラヴァの婚約者。

黒歌の元主<仮称>
「元72柱」ナベリウス分家出身の上級悪魔。かつての主家であるネビロス家からの命令を受けて、本家の意向を無視して「後天的な超越者」を作り出そうとしていた研究者。眷属悪魔にした黒歌だけでなく、その家族にも無理な能力向上を強要したため、妹を守ろうとした黒歌によって殺害された。

### 番外の悪魔（エキストラ・デーモン）
メフィスト・フェレス
番外の悪魔（エキストラ・デーモン）の男性。高名な占星術師・降霊術師・錬金術師であった初代ゲオルク・ファウストと契約したことで知られる伝説の悪魔で、彼の死後も人間界で灰色の魔術師（グラウ・ツァオベラー）の理事を務める。赤色と青色の毛が入り乱れた頭髪はぴったりと固めて、切れ長の両眼は右が赤で左が青というオッドアイ。基本的に正体は公にしておらず、協会である程度の特権を得た術士にのみ明かしている。
リベラル派の自由主義であるため、要求ばかりしてくる初代魔王とは仲が悪かったが、あれこれうるさく言わない2代目魔王との関係は良好。タンニーンの「王」。「神の子を見張る者」とも同盟締結前から繋がっており、アザゼルは古くからの知り合いである。
『堕天の狗神 -SLASHDØG-』にも登場する。

ロイガン・ベルフェゴール
ベルフェゴール家出身の最上級悪魔。2本の角を頭に生やした桜色の髪の妖艶な女性。レーティングゲームのランキングは2位。「王」の駒を不正使用することでトップクラスの実力を手に入れた。裂け目という悪魔としての特性を持つ。無類の年下好きであり、ベルフェゴール家から追放されたこともあって好感を持ったイッセーを嫁入り先として狙う。
邪龍戦役後は上級悪魔に降格したほか、ゲームへの参加権の停止などの厳しい処分を受ける。「アザゼル杯」ではゲーム復帰のために「燚誠の赤龍帝」チームに参加する。最終章の2学期からは、駒王学園の臨時保険医として角を隠して勤務する。

ビィディゼ・アバドン
アバドン家出身の最上級悪魔。レーティングゲームのランキングは3位。「王」の駒を不正使用することでトップクラスの実力を手に入れた。傲慢かつ利己的な性格。上級悪魔としては一般的な血統至上主義者で、才能に恵まれなかったことから努力に対して否定的な考えを持つ。家系の特性として穴（ホール）を持つ。

クイーシャ・アバドン

グレイフィア・ルキフグス

ユーグリット・ルキフグス

ザオロマ・ネビロス
ネビロス家当主。ネビロス機関の所長。生来から自分の研究にしか興味を抱かなかった悪魔。内戦以降は現代まで消息不明のままである。

### 転生悪魔
リュディガー・ローゼンクロイツ
声 - 日野聡
転生悪魔から最上級悪魔まで登りつめた立志伝的人物。長い銀髪のイケメンで立ち居振る舞いに華がある。レーティングゲームのランキングは7位。番狂わせの魔術師（アプセッティング・ソーサラー）の異名を持つ。
悪魔になる前は魔術結社薔薇十字団（ローゼン・クロイツァー）の創設者一族に産まれた魔法使いで、マモン家前当主の「僧侶」としてレーティングゲームに参加するようになってから頭角を現した。相手の精神的な弱みなどを的確に突く戦法を得意とし、事前の情報収集に重点を置く。
神器の副作用で亡くなった長男に最期まで寄り添ってくれたデュリオを高く買い、「アザゼル杯」ではデュリオの目的に共感して「天界の切り札」チームの監督になる。その出自と功績ゆえにイッセーは尊敬の念を抱き、目標の1人としている。

「魔龍聖（ブレイズ・ミーティア・ドラゴン）」タンニーン
元龍王でメフィスト・フェレスの「女王」に転生した最上級悪魔。

### 初代魔王の血族
ルシファー家
リゼヴィム・リヴァン・ルシファー

ラゼヴァン・ルシファー
初代魔王ルシファーの孫で、リゼヴィムの息子にしてヴァーリの実父。
リゼヴィムには昔からあごで使われていた。ルシファーの血を引きながら、白龍皇の力をも宿して生まれてきた息子ヴァーリのことを心底恐れていた。ルシファーの孫という立ち位置からのプレッシャー、自分以上の才能を秘めた息子に将来寝首をかかれるかもしれないという危惧と、父からの圧迫も重なったことで、無抵抗の息子を殴ることで自分の存在をどうにか保っていた。既にリゼヴィムの手で殺されている。
ヴァーリ・ルシファー

ベルゼブブ家
ビドレイド・バシャルン・ベルゼブブ
初代魔王ベルゼブブの嫡子。ベルゼブブ用の黒い鎧を身に纏っている。亡き魔王に代わり、冥界の決定権を握っていた。リゼヴィムとは互いにルシファーとベルゼブブの子供として、幼い頃から否応なしに付き合ってきた。魔王軍と反政府軍との内戦で死亡した。
シャルバ・ベルゼブブ

レヴィアタン家
ツファーメ・テレアク・レヴィアタン
初代魔王レヴィアタンの息女。掉尾の海蛇龍（とうびのかいじゃりゅう）という特性を有している。魔王軍と反政府軍との内戦で死亡した。
カテレア・レヴィアタン

イングヴィルド・レヴィアタン

アスモデウス家
ダマイドス・ゼレイケル・アスモデウス
初代魔王アスモデウスの息子。魔王軍と反政府軍との内戦で死亡した。
クルゼレイ・アスモデウス

### その他の悪魔
レイナルド
グレモリー専用列車の車掌。白いあごひげがダンディな初老の男性。

ザトゥージ
声 - 江川央生
使い魔ハンター。キャップを後ろ向きに被り、「ゲットだぜ！」が口癖。「マダラタウン」という町の出身で、使い魔が生息する森に住んでおり、使い魔マスターを目指して修行しており、「俺にかかればどんな使い魔でも即日ゲット」できる自信を持っている。リアスたちが使い魔を手に入れる際に世話になっている。
ザトゥージが登場する話はイラスト担当のみやまの原案である。作者の石踏によると、登場使い魔入手の話を書く際、みやまが「石踏がポ○モン好き」であることを知った上で担当編集に「ポ○モンみたいな話」を提案してそれが決定し、石踏も「気合を入れて書いた」と述べている。

リレンクス
声 - 泊明日菜
「乳龍帝おっぱいドラゴン」ファンの男の子。生まれつき魔力に恵まれず、他者から疎まれてきたために、以前は引きこもりがちだった。アウロス学園の体験入学では、練習の末に火の魔法が使えるようになる。
サイラオーグの執事
声- 蓮岳大
サイラオーグの執事をしている男性悪魔。ウァプラ家の頃から従者として仕えており、「眠りの病」に罹ってシトリー領の病院で療養しているミスラの介護をしている。

リリス
悪魔にとって始まりの母たる存在で、初代魔王ルシファーとのあいだに息子のリゼヴィムをもうけた女性。かつて人間だった頃にアダムの妻として天界に住んでいたことがある。
初代ルシファーによる術式と儀式で「初代」と呼ばれる上級悪魔たちを産み出したが、無茶な実験の副作用で醜悪な肉塊の状態になった。伝承ではすでに滅んだとされていたが、実は未だに生存しており、コキュートスにあるリゼヴィムの研究所で息子の手で厳重に保管されていた。のちに見つけ出したハーデスによる実験の負荷で、全身の所々が壊死し始めた。「地獄事変」の終結後は悪魔政府のもとに「帰還」し、古い悪魔の全面的な協力下でアジュカたちに管理される。

## 堕天使陣営
悪魔・天使とならぶ三大勢力の一角で、「欲望」に目覚めたことで「堕天」した天使の集団。アザゼルを中心に聖書に名を残す堕天使たちを幹部として神の子を見張る者（グリゴリ）という組織を結成しているが、現在は「禍の団」（後述）に武闘派が流れたことに加え、勢力の増加に対する関心が薄いため陣営としては縮小傾向にある。一方で神器の研究には熱心であり、ほかの陣営と比して勢力圏内の人口密度が低いことを逆利用してリゾート開発を進めている。

### 神の子を見張る者（グリゴリ）

#### 上層部
アザゼル
「神の子を見張る者（グリゴリ）」の初代総督。

シェムハザ
「神の子を見張る者」の現総督。まじめかつ気苦労の多い性格だが、破天荒さも持ち合わせている。アザゼルの古くからの友人であり、彼が総督を務めていたころは副総督の地位にあった。
バラキエル
声 - 稲田徹
神の雷と称された堕天使の幹部で、朱乃の実父。アザゼルの古くからの友人であり、現在は「神の子を見張る者」の副総督を務める。長身で体格が良く、精悍な顔立ちをしている。堕天使としては珍しく生真面目な人物だが、一方でドMの性的嗜好を持つ。研究者が多いグリゴリでは数少ない武闘派幹部で、娘同様雷光の力を操る。
かつて、戦闘で負傷した際に姫島朱璃に助けられたことで、その縁から朱璃と結婚して朱乃を儲ける。しかし、朱璃が堕天使と結ばれたことを快く思わない親族によって、自身の留守中に刺客を送られて妻を喪う。これを境に娘とのあいだに確執が生じていたが、それでも娘を気にかけ、のちに和解を果たす。
『堕天の狗神 -SLASHDØG-』にも登場。4年前当時、当面非番の時期だったため、「堕ちてきた者たち」の「バラキエル教室」担当教官になった。特訓はスパルタで一切妥協しないが、体調には気を配りアドバイスも正確なので生徒たちからの信頼は厚かった。

#### 幹部
コカビエル
声 - 安元洋貴
堕天使の幹部である男。ウェーブのかかった長い黒髪と10枚の黒い翼が特徴。黒いローブのようなものを着用している。
数少ない武闘派幹部の1人。異常なほどの戦争狂であり、先の大戦後に行動を起こそうとしないアザゼルやシェムハザに業を煮やし、天使・堕天使・悪魔による三つ巴の戦争を再度引き起こすべく暗躍する。
第二次世界大戦のころに全盛期のストラーダに追いつめられて以来、聖剣に対して強い興味を抱くようになり、第2章序盤で教会から「エクスカリバー」を強奪する事件を起こすが、最期はコキュートスでの永久冷凍の刑に処される。
『堕天の狗神 -SLASHDØG-』にも登場する。
バルパー・ガリレイ
声 - 津田英三
コカビエルに協力している眼鏡をかけた人間の老人。皆殺しの大司教という異名をもつ。
かつての聖剣計画の責任者。自分を追放した教会や天界への復讐のためにコカビエルと結託するが、「神の死」という事実に気づいたことで、コカビエルに口封じで殺害される。

サハリエル
堕天使の幹部の1人。白衣姿で瓶底メガネをかけた男性。月そのものと、月による各種術式作用を研究している。アガレス家からの依頼を受けアザゼルと共同で人型巨大ロボットの開発も手掛けている。平成ロボットアニメが好み。

タミエル
堕天使の幹部の1人で、営業担当。ブロンドの男性で、長身に装飾の凝ったローブをまとっており、頭部にサークレットをしている。

ベネムネ
堕天使の幹部の1人で、書記長。切れ長の目に、薄紫色の長髪の女性。見た目はクールビューティーだが言動は軽い。

アルマロス
堕天使の幹部の1人で、体格のいい男性。日本の特撮ヒーロー番組の悪役のファンで、鎧と兜を装着してマントを羽織り、顔には眼帯と野生的なヒゲをつけている。
主にアンチマジックについて研究しており、アンチマジック術式の紋様を刻み込んだ斧と盾が主な武器。肉体を鍛えて魔法に耐えて物理で相手を殴るというのが持論で、生身の戦闘能力が高い。
他の幹部同様、「堕ちてきた者たち」で「アルマロス教室」を担当する。

### 「教会」
レイナーレをトップとしている非合法の悪魔払い組織であり、「神の子を見張る者」の下部組織にあたる。
レイナーレ
声 - 生天目仁美
堕天使の一員である黒色のロングヘアをした女。「神の子を見張る者」の末端メンバーで、「教会」のトップ。アニメ版では、黒色のボンデージ風の衣装を着用している。
堕天使の総督であるアザゼルや副総督のシェムハザにあこがれており、彼らに追いつくためならば手段を選ばず、さまざまな非道な悪事を平気で行う。
イッセーの殺害任務の際には天野夕麻（あまの ゆうま）という人間の女子高校生に変身し、イッセーの彼女を演じる。レイナーレの消滅後も、暇潰しに弄ばれた末に殺されたという事実はイッセーにとってトラウマとなり、彼の心に女性への恐怖と不信を植えつける。

ドーナシーク
声 - 武虎
レイナーレの部下である堕天使で、屈強な風貌をした男。表向きは紳士的な口調をしているが、本性は偏屈。紺色のコートを着用しており、頭部にはシルクハットをかぶっている。

カラワーナ
声 - 佐久間紅美
レイナーレの部下である堕天使で、青色のロングヘアをしたスタイル抜群の美女。胸元を大きく開いた黒紫色のボディコンスーツを着用しており、同じく黒紫色のスカートを履いている。

ミッテルト
声 - 巽悠衣子
レイナーレの部下である堕天使で、金色のツインテールをした青い瞳の美少女。黒を基調としたゴシックロリータの衣装を着用しており、頭部には黒いリボンをつけている。脚には白いタイツを履いている。相手をナメた態度で接しており、悪い意味で素直な性格である。

フリード・セルゼン
声 - 松岡禎丞
白髪をした人間の少年であり、はぐれエクソシストと称されている神父。光剣と銃を武器として使用する。シグルド機関で産み出された試験管ベビーであり、同一遺伝子を持つリントは妹のような存在。
言動は下品極まりなく、嬲り殺しを好む残虐性をもつ。情勢が不利と判断すると即座に仲間を見捨てられる外道でもある。
レイナーレの敗北後はコカビエルの配下となり、バルパーから渡された因子によりエクスカリバーを駆使する。コカビエルの敗北後は「禍の団」のディオドラの配下となり合成獣（キメラ）に改造されるが、最期は木場に倒される。
『堕天の狗神 -SLASHDØG-』にも登場。当時はヴァチカンに所属する13歳の少年で、師匠のダヴィードと共に行動してする。
「フリード」という名前は英雄ジークフリートのフリートの部分に悪役らしく濁点を入れた感じ。

### 刃狗（スラッシュ・ドッグ）チーム
幾瀬鳶雄が率いる「神の子を見張る者」のエージェントチーム。バラキエルの教え子で、ヴァーリと縁がある。4年前「虚蝉機関」と戦うために結成された。「D×D」には裏方チームとして参加する。

## 天界陣営
悪魔、堕天使と並ぶ三大陣営の一角で、天界に住まう天使の集団。神の死により熾天使（セラフ）という組織が中心となり、四大熾天使を頂点として勢力を運営している。神がいないと純粋な天使の数を増やすことができないことに加え、邪なことを考えると堕天使となってしまうが、現在は「悪魔の駒」の技術を基にした「御使い」を使って転生天使を増やし、勢力の増加を図っている。
聖書の神（せいしょのかみ）
三大勢力の主柱だった聖書に記された神。天界最上層の第七天にて神器システムを生み出した存在。「エデンの蛇」サマエルがアダムとイヴに智恵の実を食べさせた一件が原因で、蛇やドラゴンを激しく嫌っていた。
存在すら定かでないとされていたトライヘキサを世界の果てに封印したが、その無理が祟ったのか古の大戦において初代魔王と同じく死亡している。「神の死」は一般には秘匿されているが、その影響から三大陣営の勢力はかつてよりも衰えており、神器などにイレギュラーが生じるようになっている。

### 四大熾天使（セラフ）
ミカエル
声 - 細谷佳正
天界の組織「熾天使」を率いる天使長で、四大熾天使の1人。端正な顔立ちをした青年の姿で、背中に12枚の金色の翼を持つ。神の死後は「システム」の代行を務める。「御使い」ではスペードの札を司る。イリナ、デュリオの直属の上司。
絵に描いたような人格者だが、少し変わったところもある。アザゼルとは天使だったころからの悪友。

ガブリエル
四大熾天使の1人。ウェーブのかかったブロンドで、おっとり風でスタイル抜群。天界一の美女にして、天界最強の女性天使でもある。「御使い」ではハートの札を司る。

ラファエル
四大熾天使の1人。「御使い」ではクラブの札を司る。ディートヘルムの直属の上司。

ウリエル
四大熾天使の1人。神の炎の異名を持ち、体から聖なる炎を出すことができる。「御使い」ではダイヤの札を司る。ネロ、シーザーの直属の上司。

### 熾天使（セラフ）
メタトロン
熾天使の1人で、サンダルフォンとは双子の関係。清虎の直属の上司。「御使い」ではスペードを司る。
忍者に心奪われ、百地丹紋から忍者の修業をつけてもらっている。その影響で一人称は「拙者」、語尾に「〜ござる」をつけて話し、純白の忍者装束を着用する。グリゴリとはノアの箱舟―大洪水のころからの因縁がある。

サンダルフォン
熾天使の1人で、メタトロンとは双子の関係。イェシカの直属の上司。「御使い」ではクローバーを司る。

ラジエル
熾天使の1人。劉炳煥の直属の上司。「御使い」ではダイヤを司る。

### 教会の戦士
テオドロ・レグレンツィ
司教枢機卿でヴァチカンのナンバー2。祭服に身を包んだ小学校高学年ほどの黒髪の少年。奇跡の子と呼ばれる天使と人間のハーフであり、その中でも最も才能ある者だとされる。
両親を悪魔に殺されており、三大陣営の和平や他勢力との協調によってエクソシストが邪悪な悪魔や吸血鬼をも払えなくなってしまったことに不満を抱いていた。

ヴァスコ・ストラーダ
司祭枢機卿でヴァチカンのナンバー3。デュランダルの前所得者で、歴代の使い手の中でも英雄ローランに匹敵すると呼び声の高かった現代の英雄。戦士育成機関の必要性を説いた男であり、戦士たちの主導者でもある。強敵たちとの戦いを望み、「アザゼル杯」では一時的に全盛期の力を取り戻して「リアス・グレモリー」チームの「戦車」枠として出場する。
祭服を身にまとった白髪の巨漢で、厳しさと優しさを兼ね備えた人格者。異形の血とは無関係の純粋な人間だが、87歳の現在でも高い実力を持ち、「力こそパワー」を体現した人物で最強の人間候補の1人に挙げられている。

エヴァルド・クリスタルディ
助祭枢機卿でヴァチカンのナンバー4。元エクスカリバーの使い手で、教会の戦士にとっての恩師でもある黒髪の中年男性。エクスカリバーが持つ様々な能力を同時に組み合わせて使うことができる技巧派の実力者。

紫藤 トウジ（しどう トウジ）
イリナの父。牧師の服を着た栗毛の中年男性。プロテスタントの牧師兼エージェントで局長の立場にいる。妄想の世界に入り込む癖があり、娘にも受け継がれている。教職者とは思えないほどスケベ。
聖剣使いの因子を持ち、昔はエクソシストとして活躍していた。かつては駒王町に住み兵藤家とは家族ぐるみの交流があったが、数年前の八重垣の粛正事件で教会が駒王町から撤退したため家族を連れて英国に移住した。

八重垣 正臣（やえがき まさおみ）

聖剣計画
バルパー・ガリレイ

イザイヤ

トスカ
白い髪をお下げにした女の子。強固な結界型の神器を持つ。施設にいたころの木場の同志。
聖剣計画の実験中に神器が発動してから数年間、成長が止まったまま結界内で仮死状態で眠り続けていた。衰弱も見られたものの健康体として目覚め、教会の戦士によるクーデター後は、木場の住むマンションと兵藤家を行き来して、いろいろと学び始めている。
最終章から駒王学園中等部に転入し、高等部のオカルト研究部では予備部員として扱われている。

シグルド機関
ジークフリート

フリード・セルゼン

リント・セルゼン
シグルド機関出身の新人少女剣士。最終章時点で17歳。ヴァチカン本部とグリゴリからの要請でリアスに預けられ、「リアス・グレモリー」チームの「騎士」枠になる。
エクストラ・ジョーカーの候補者の転生天使。背中から6枚の銀翼を生やし、白と黒が入り交じった髪の毛をアップにまとめている。実験で産まれた試験管ベビーであり、フリードは同一遺伝子を持つ兄のような存在。施設の同胞だったジークフリートとその友人だった曹操のことは「センセ」と呼ぶ。現在の目標は、同一遺伝子のフリードが行った数々の罪を償うことと、フリードが為し得なかった長生きをすることである。
邪龍戦役後に神滅具紫炎祭主による磔台（インシネレート・アンセム）から新たな所有者として選定されており、「紫炎」製の剣と、光弾や紫炎を弾丸として放つ教会謹製の銃を使った戦闘を得意とする。
「リント」の名前は英雄ジークフリートの母であるジークリントに由来する。

シグムンド
シグルド機関で有望視されている白髪の男の子。リントを慕っている。本部で持て余されていたため、「邪龍戦役」後にヴァチカンからのお達しで駒王町へ出向してきた。
リントやフリードの遺伝子情報とジークフリートの遺伝子情報を半分ずつ持っている。英雄シグルドの子孫として、次の魔帝剣グラムの使い手になり、尊敬するジークフリート以上のグラム使いになることを目標としている。

## 北欧勢力

### アースガルズ
オーディン
声 - 辻親八
アースガルズの前主神である隻眼の老人。強い発言力を持つ古い神の1柱で、グングニルという強力な槍を所持している。ミーミルの泉に片方の目を差し出したことで全知全能の力を獲得しており、「勝利の父」と謳われる実力を持つ。
非常に女好きな性格で、種族を問わず女性に手を出して知らないうちに子供が増えることも多かった。バルドル、トール、ヴィーザルなどの神々の父で、「D×D」結成の際にはヴァーリを養子に迎えたいと申し出る。

ロキ
声 - 近藤孝行
アースガルズの悪神（トリックスター）。フェンリル、ミドガルズオルム、ヘルの産みの親。外見は黒いローブを着用した目つきの悪い若い男性。
北欧の世界に伝わる魔法の使い手。他の神話と同盟するのではなく攻め込むべきだと考えており、自分たちの勢力圏内に異なる信仰をもたらした「聖書の神」を特に敵視する。

ヴィーザル
オーディンの息子の1柱で、アースガルズの現主神。外見は白金色の髪の毛に金色の瞳で、長身に無精髭を生やす北欧の顔立ちをした男性。フェンリルが唯一恐れた存在と言われ、神喰狼を喰らう者（フェンリル・イーター）の異名を持つ。
自由気ままに放蕩生活をしていたが、第4章で父と兄のバルドルやトールが「隔離結界領域」に旅立ったため、北欧神話の新たな主神に就任する。

ゲンドゥル
ロスヴァイセの祖母。北欧に伝わる様々な魔術の使い手として有名で、ヴァルキリーの1人に数えられた人物だが、現在は北欧の田舎で1人暮らしをしている。外見は銀髪で紺色のローブを着た初老の女性で、精悍な顔つきをして上背も孫のロスヴァイセと同じぐらい。多忙な娘夫婦に代わって孫の面倒を見てきた。普段は標準語だが、感情が昂ぶると方言を喋る。

ブリュンヒルデ
代々最も力を持ったヴァルキリーに継承される名を継いだ女性で、ヴァルキリー隊の隊長を務める水色の髪の美女。奥手で純情な人物であり、これはヴァルキリー隊の隊員も同様。ロスヴァイセの先輩。濃密な魔法力を込めた剣技を得意とする。

### ニヴルヘイム
ヘル
ロキの娘で、死の世界「ニヴルヘイム」の支配者。ロキが起こした事件の影響で厳しい監視を敷かれており、自分でもオーディンや「D×D」にちょっかいをかける。

「外法の死龍（アビス・レイジ・ドラゴン）」ニーズヘッグ

### その他の北欧勢力
「神喰狼」フェンリル

「終末の大龍（スリーピング・ドラゴン）」ミドガルズオルム

「黄金龍君（ギガンティス・ドラゴン）」ファーブニル

スコル / ハティ
フェンリルと女巨人との間に生まれた巨大な狼。神殺しの力を受け継いでいる。

スルト
北欧の炎の巨人。サーゼクス眷属「戦車」のセカンドのコピー元。来たるラグナロクでは巨人の大隊を率いて世界樹ユグドラシルに火をつけると予言されている存在。

## ギリシア勢力

### オリュンポス
ゼウス
オリュンポスの主神で、オリュンポス三柱神の1柱。雷を操る力を持つ。「聖書の神」の死後の世界において、帝釈天と並んで有力な神格の一角。王冠とトーガを身に纏う。能天気な性格で、浮気で有名な中年男性。

ポセイドン
オリュンポス三柱神の1柱で、海を司る神。三叉の矛トリアイナ（トライデント）を所有する。高位の神格だが、時折自ら海のパトロールを行う。テンションが高く、自身のテリトリーである海で争いの気が高まるとふんどし一丁で出現する。

アポロン
ゼウスの息子の1柱。第4章で父たちが「隔離結界領域」へ旅立ったため、新たに主神に就任する。太陽を冠する神で、芸能、芸術も司る光明神。外見はキトンを着用した、黒い巻き毛にオレンジ色の瞳の男性。

アルテミス
オリュンポスの女神。神のオーラを込めた矢を放ち、その軌道を空中で自在に操る。

ヒュプノス、オネイロス
ニュクスによって作り出されたオリュンポスの神。それぞれ眠りと夢を司る。

#### 冥府
ハーデス
声 - 天田益男
オリュンポス三柱神の1柱で、死を司る神。ミトラを被り祭服に身を包んだ骸骨の姿をしている。冥界の地下深くにある冥府を支配し、死神（グリム・リッパー）を従える。
全勢力でトップ10に入るとされるギリシア勢力中最強の神。人間には平常通りに接する一方で、他の神話勢力に対して敵意を抱き、オリュンポスの神々の中では唯一協調路線に反対の立場をとる。
「禍の団」とも繋がりがある。邪龍戦役後は地獄の盟主連合を結成する。

プルート
伝説の最上級死神で、ハーデスの腹心。装飾がされたローブに身を包み、道化師が被りそうな仮面をつけており、刀身の黒い鎌を武器とする。

オルクス
最上級死神の一角で、ベンニーアの父。娘の仮面を少し派手にしたようなドクロの顔をしている。「地獄事変」以降は冥府の新体制をまとめる立場になる。
様々な領域に与える影響を鑑みて、死を連鎖させるべきではないという考えからハーデス配下の中では穏健派に属する。ベンニーアを溺愛しており、娘が世話になっていることから死神としては例外的に「D×D」にも好意的な態度を取る。

タナトス
最上級死神の一角。エレボスとニュクスによって作り出された死を司る神の1柱である、最古参の死神。装飾の凝ったローブを着て、ドクロの仮面を付けている。最上級死神の中でも最強クラスの武闘派。冥府の未来を案じた末の結論として、ハーデスが後天的に超越者を作り出す実験を知る前に情報をすべて抹消することを考える。

2代目プルート
初代の死後にプルートの座を継いだ死神。ハーデスよりオルクスに懐いているらしい。
「ブラックサタン・オブ・ダークネス・ドラゴンキング」チーム
ゼノ
「ブラックサタン・オブ・ダークネス・ドラゴンキング」チームの「王」を任されている上級死神。ハーデスからバルベリスたちの面倒を任されている。

バルベリス
リリスによって産み出された10万体の人工悪魔のうちの1体。被験体番号は「61616番」。赤銅色の髪をオールバックにした20台前後の外見の筋肉質な青年。
超越者クラスの力を持つ。生まれが定かでないことを気にしており、父に相当する超常的な力を持った存在を求めている。テレビの「乳龍帝おっぱいドラゴン」のファンになったことで、才能と本能に頼っていた戦い方にも変化が生じ、家族というものへの理解を深めていく。

ヴェリネ
リリスによって産み出された10万体の人工悪魔のうちの1体。被験体番号は「36402番」。翡翠色の長髪を持つ快活そうな雰囲気の少女。
超越者クラスの力を持つ。無邪気で享楽的な性格。兄になってくれる存在を欲する一方で、生み出された悪魔たちの中では最も精神が育っており、バルべリスのことを弟のように認識している。

グレシル
リリスによって産み出された10万体の人工悪魔のうちの1体。被験体番号は「14784番」。巨体で黒髪の青年悪魔。
好戦的かつ粗暴な性格で、大量殺人への罪悪感は一切ない。典型的なパワータイプで、魔王クラス以上の力を持つ。悪魔としての固有特性耐性により、あらゆるダメージに耐性ができるため、悪魔の弱点である光力は既に通用しない。

ソネイロン
リリスによって産み出された10万体の人工悪魔のうちの1体。被験体番号は「50019番」。小柄で細身な、ダークブルーの髪をした少年悪魔。口数は少ないが、好戦的かつ暴力的で、出さず相手をいたぶることを好む。
魔王クラス以上の力を持つ。悪魔としての固有特性は、圧壊と呼ばれる可視化できない強力な圧力を一定の方向から加え、対象物に攻撃を与える能力。

### 原初の神
タルタロス
ギリシャ神話における原初の神の1柱で、奈落を司る神。無数の目玉が浮かぶ100メートルはある漆黒の球体から、無数の細長い手が映えているという異様な姿をしている。ハーデスの招集に応じ地獄の盟主同盟に参加する。
自分の空間にいる者を闇や重力のような力で拘束し、奈落へ鎮めて封印する能力を持つほか、再生能力やオーラを用いた攻撃手段を持つ。

エレボス
ギリシャ神話における原初の神の1柱で、ニュクスの兄神にあたる暗黒神。暗黒に満ちたドス黒いオーラを放つ、黒い髪に黒い軽鎧、黒いマントをつけた青年の姿をしている。神クラスとして戦闘力は高く、それ以上に「手品」と称する暗黒の呪術を得意とする。

ニュクス
ギリシャ神話における原初の神の1柱で、エレボスの妹神にあたる夜の女神。黒髪ロングに幼い顔立ちの女性。彫像のようなプロポーションで胸が大きい。最上級死神タナトス、眠りの神ヒュプノス、夢の神オネイロスを作り出した存在。
暗黒の莫大なオーラをまとい、手から黒々した波動を放ち、一帯を夜の闇で覆うことができる。イッセーへの対策として、童貞を無力化するコルセットジャンパースカート童貞を殺す神衣（ふく）を作成した。

エロス
性と愛を司るギリシア神話の原初の神の1柱。乳尻太ももを、世界の3大要素、基本概念と考えている。

### その他のギリシア勢力
テュポーン
魔物の王と呼ばれる存在で、台風の語源となったギリシア神話勢力に属する伝説の怪物。地母神ガイアの息子で、妻は怪物たちの母エキドナ。地獄の番犬ケルベロス、オルトロス、邪毒蛇ヒュドラ、邪龍ラードゥンの父とされる。背中に翼を生やし、蛇の下半身を持った青い肌の巨人。天候を司る能力を持ち、全勢力でもトップ10に入る戦闘狂で有名な実力者。

「宝樹の護封龍（インソムニアック・ドラゴン）」ラードゥン

クロノス
ギリシア方面で時間を司る神。農耕の神クロノスとは同名なだけで同一の存在ではなく、その後輩にあたる。

オルトロス、スフィンクス、ヒュドラ
ギリシア神話の魔物たち。

## 須弥山
帝釈天（たいしゃくてん）/ インドラ
声 - 小野友樹
天帝の異名を持つ須弥山の主神。インド神話と仏教の双方に影響力を持つ神仏であり、戦の神と称される筋金入りの戦闘狂。性格はフランクだがプライドが高く、自身の神話勢力を第一に考えているため和平にはあまり積極的ではない。「禍の団」の曹操とは彼が少年の頃から繋がりがある。
雷を操る伝説の神の武器ヴァジュラを所有する。

闘戦勝仏（とうせんしょうぶつ） / 孫悟空（そんごくう）
声 - 麦人
「西遊記」に登場する斉天大聖こと初代孫悟空が神格化し仏になった存在。外見は金色に輝く体毛で、背丈が幼稚園の年長児ほどしかない黒い肌の老猿。クリフォトの台頭後、アザゼルからの依頼で「D×D」のサブリーダーとなり、現役復帰して「孫悟空」に名前を戻す。
武器は如意棒。仙術と妖術を極めており、須弥山の中でも屈指の実力者。現在は落ち着いた性格だが、若い頃は伝承の通り今の美猴と同じくかなり荒っぽい気性だったらしい。

哪吒太子（なたたいし）
「西遊記」「封神演義」に記された神仏で、須弥山の主戦力の少年。神の武具を多く身に着けており、それ以外にも闘気の玉を使用する。

曹操（そうそう）
元「禍の団」英雄派のリーダー。16巻以降は帝釈天の裏の先兵。

関聖帝君（かんせいていくん）
須弥山に属する神。三国志の英雄関羽雲長が、死後に神格化された存在。劉備玄徳に仕えた武人として知られる、緑色の戦袍を着た長い髭の巨漢で、赤毛の巨馬にまたがり得物の青龍偃月刀を振るう。

四天王（してんのう）
武神と崇められる帝釈天の配下。持国天、広目天、多聞天、増長天の4柱の守護神。

アルジュナ
インドラの息子の1柱とされる大英雄。見た目は20代前半ほどで、帝釈天とは似ても似つかない爽やかそうな好青年。

### 仏教勢力
釈迦如来（しゃかにょらい）、観音菩薩（かんのんぼさつ）
仏教の神仏。

閻魔大王（えんまだいおう） / ヤマ
仏教における地獄の支配者で、仏教とインド神話双方に影響力を持つ神。あらゆる不吉から人々と土地を守るための道祖神「地蔵菩薩」とも同一視される。地獄の主の中では厳格な性格で知られている。

### 西遊記
旃檀功徳仏（せんだんくどくぶつ） / 玄奘三蔵法師（げんじょうさんぞうほうし）
「西遊記」に記された高名な法師。天竺から経典を持ち帰った後、さまざまな功績を成して仏となった伝説の存在。現在は通常の世界と妖怪仙人が住む隠れ里の狭間に住んでいる。

闘戦勝仏（とうせんしょうぶつ）/ 孫悟空（そんごくう）
「西遊記」チームの「王」。

浄壇使者（じょうだんししゃ）/ 猪八戒（ちょはっかい）
玄奘三蔵の弟子の1人である初代猪八戒。でっぷりしつつも筋肉質な、老いた豚の獣人。口から濃密な妖力がこもった莫大な炎を吐くことができる。引退気味だったが、最終章では戦線に復帰し「D×D」のメンバーになる。

金身羅漢（こんしんらかん）/ 沙悟浄（さごじょう）
玄奘三蔵の弟子の1人である初代沙悟浄。髑髏の数珠を首に掛けた老人。種族はあくまで妖怪仙人であり、日本で「カッパ」扱いされていることを嫌う。水を自在に操る妖術を使う。引退気味だったが、最終章では戦線に復帰し「D×D」のメンバーになる。

「西海龍童（ミスチバス・ドラゴン）」玉龍（ウーロン）

金角大王（きんかくだいおう）と銀角大王（ぎんかくだいおう）
「西遊記」に登場する兄弟の人型妖怪。古代中国の武将の甲冑を身につけている。頭部には角が生えており、爪は鋭く伸び、ぎょろっとした双眸と牙がむき出しの大きな口を持つ。言動は剽軽だが、太上老君から盗んだ5つの宝具を使いこなす実力者。

哪吒太子（なたたいし）

牛魔王（ぎゅうまおう）
かつて三蔵法師一行と死闘を演じた中国妖怪の王。

## インド神話
シヴァ
インド神話の破壊神で三柱神の一角。青光りする黒髪に端正な顔立ちの美少年。
ハヌマーン
インド神話の猿の神。
ガネーシャ
インド神話の象頭の神。
閻魔大王（えんまだいおう）

阿修羅神族
ヴァルナ
かつて帝釈天と戦いを繰り広げた阿修羅王。
マハーバリ
阿修羅神族の王子。サリーを纏った長身の男性で、長い黒髪、立派なガタイの割に透き通るほどに白い肌を持つ美丈夫。戦闘モードでは腕を6本にして、すべての手に強力な神の武具を持つ。父のヴィローシャナ神を殺害したインドラに激しい恨みを抱いている。
プラフラーダ
マハーバリの祖父。

## ケルト神話
バロール
「ケルト神話」の魔神。邪眼の持ち主で一番有名な神で、クロウ・クルワッハを操ったとされる。
ルー神との戦いでタスラムに撃たれて死亡している。死後に神性は失われたが、魔の力の一部が神滅具「幽世の聖杯」に導かれて胎児のギャスパー・ヴラディに宿り、「ギャスパー・バロール」という別人格となった。
「三日月の暗黒龍（クレッセント・サークル・ドラゴン）」クロウ・クルワッハ

## ゾロアスター
アンラ・マンユ
「ゾロアスター」最大の悪神。アジ・ダハーカを作り出したとされる神。揺らめく闇の集合体で、暗黒のオーラが霧のような人型を形成する。
ハーデスには劣るが神クラスとして高い実力を持ち、ゾロアスター式の魔法陣を無数に展開し、濃縮され神のオーラで高められた属性魔法のフルバーストを放つほか、直接攻撃はかき消えるように霧散することで無効化できる。

「魔源の禁龍（ディアボリズム・サウザンド・ドラゴン）」アジ・ダハーカ

アカ・マナフ
アンラ・マンユ神に仕える悪神。どす黒い神のオーラを滲ませる顔のような形の黒いもやという姿をしている。名前はゾロアスターの古い言葉で「悪しき思考」を意味する。戦闘タイプの神ではないが、取り憑いた者の善悪の区別を失わせる能力を持つ。

## 禍の団（カオス・ブリゲード）

### 旧魔王派
シャルバ、クルゼレイ、カテレアは、「禍の団」のトップであるオーフィスから「蛇」を与えられている。
シャルバ・ベルゼブブ
声 - 成田剣
初代魔王ベルゼブブの血統で、旧魔王派の筆頭格である男性悪魔。禍の団（カオス・ブリゲード）の首謀者のひとり。茶色の長髪をしていて、軽鎧（ライト・アーマー）にマントを着用している。
仲間意識は希薄で、再構築した新世界には真なるベルゼブブである自分さえいれば十分だと考えている。現四大魔王だけでなく、初代ルシファーの子孫であるヴァーリにも恨みを抱いている。
イッセーに敗北し「蛇」を失った後は、自らを拒絶した冥界を完全に滅ぼすことに固執するが、魔獣騒動では再びイッセーに倒されて消滅する。
「シャルバ」という名前は、シャギア・フロストとオルバ・フロストに由来している。

クルゼレイ・アスモデウス
声 - 手塚ヒロミチ
初代魔王アスモデウスの血統であり、「禍の団」の首謀者のひとりである男性悪魔。黒色の長髪に、貴族風の衣装を着用している。魔王が支配する新世界の創造を目指し、悪魔以外の存在はいずれ滅ぼすべきと考えている。
「クルゼレイ」という名前は、ラウ・ル・クルーゼとレイ・ザ・バレルに由来している。

カテレア・レヴィアタン
声 - 櫻井浩美
初代魔王レヴィアタンの血統であり、「禍の団」に所属する眼鏡をかけた女性悪魔。レヴィアタンの座を奪ったセラフォルーを怨んでおり、彼女を殺害して新世界では自分が魔王レヴィアタンになろうと企んでいた。
「カテレア」という名前は、カテジナ・ルースとレディ・アンに由来している。

フリード・セルゼン

### 英雄派
曹操（そうそう）
声 - 鳥海浩輔
英雄派の首魁。中国・三国時代の曹操孟徳の子孫である黒髪の青年。制服の上から漢服を羽織り、18巻以降は右目に眼帯をつけている。「曹操」は偽名で、本名は不明（曹操とは類似点に乏しい名前とのこと）。「魔獣騒動」後は冥府送りとなり、冥府からの帰還後は「D×D」に参加した初代孫悟空に代わる対クリフォトの（裏の）先兵となる。
先祖と同じく人材の発掘能力に長けるが、必要とあらば拉致洗脳や死ぬ可能性の高い実戦実験を行う面もある。ヴァーリからは「至高のテクニックタイプ」と称されるほどのずば抜けた天賦の才を持つ。用意周到で、敵の戦力と弱点を徹底的に分析し、対策を練る傾向にある。
神滅具の代名詞とも言える最強の神滅具黄昏の聖槍（トゥルー・ロンギヌス）の所有者にして最強の人間候補の1人。
生まれは中国の山奥にある農村で、自分たちが曹氏の末裔であることすら知らないようなごく一般的な農家の息子だった。神器の覚醒で金に目が眩んだ両親によって神滅具を欲する組織に売り飛ばされそうになったため家出し、追手との戦いに明け暮れる日々を送るが、のちに実家に帰還した際に両親が借金苦で自殺し、自分が天涯孤独になっていたことを知る。自分が選択を誤ったせいで両親を死なせてしまったのではないかと自問自答した末に、異形の存在にどこまで挑戦できるか知りたいと考えるようになり、「異形は人間の敵であり、人間の手で討たなければならない」として、自分と似たような境遇の者たちを集めてテロリストに荷担する。
血筋と聖槍に選ばれたために「英雄であらねばならない」という一種の固定観念にとらわれていたが、二天龍（特にイッセー）に関わり完膚なきまでに敗北したことで自身を省みるようになり、ストラーダとの「英雄」についての問答の末に考えを改める。
三国志の曹操、ローマ帝国のロンギヌス、ギリシャ伝承のメデューサ、インド思想の転輪聖王と、「神話のごった煮」と言われるこの作品を象徴するかのような存在。
「D×D」人気総選挙での順位は、男キャラ部門7位。

ジークフリート
声 - 福島潤
英雄派の副リーダーであり、最初に曹操の仲間になった戦友。英雄シグルドの末裔で、戦士養成機関シグルド機関の長年の宿願であった「魔帝剣グラムを扱える真の英雄シグルドの末裔」の完成形であり、以前は教会の戦士の1人であった白髪の優男。
状態変化系神器龍の手（トゥワイス・クリティカル）（亜種）の所有者。5本の伝説の魔剣と1本の光の剣を所有しており、魔帝（カオスエッジ）ジークという異名を持つ、実力のある剣士。

ゲオルク
声 - 野上翔
英雄派の幹部の1人。伝説の悪魔メフィスト・フェレスと契約したゲオルク・ファウスト博士の子孫。制服にローブを羽織った魔法使い風の青年。上位神滅具絶霧（ディメンション・ロスト）の所有者。
「絶霧」の力に加え、あらゆる陣営の魔術を使いこなす、人間の魔術師としてはトップクラスの実力者。禁手は霧の中の理想郷（ディメンション・クリエイト）。
「魔獣騒動」後は冥府で出会った有力な魔術師らの魂と意気投合して死神や魔法の研究を行う。「アザゼル杯」開催に際して曹操から招集を受け、冥府から帰還する。

ジャンヌ
声 - 朝井彩加
英雄派の幹部の1人。フランスの聖女ジャンヌ・ダルクの魂を受け継ぐ金髪の女性で、創造系神器聖剣創造（ブレード・ブラックスミス）の所有者。禁手は亜種で断罪の聖龍（ステイク・ビクティム・ドラグーン）、「魔人化」状態では聖剣でできた蛇の胴体を下半身とするラミアのような姿になる。
「魔獣騒動」後は聖人の魂を持つことから、冥界からヴァチカンへ身柄を移されて罪を問われ、法王の指示で戦士育成機関の見習いコックとして働いている。

ヘラクレス
声 - 笠間淳
英雄派の幹部の1人。ギリシア神話のヘラクレスの魂を受け継ぐ巨漢で、属性系神器巨人の悪戯（バリアント・デトネイション）の所有者。
人間離れした頑強な肉体が持ち味で、ロスヴァイセの魔法フルバーストを喰らってもほとんどダメージを受けないほどのタフネス。神器を使用して打撃を強化し、禁手超人による悪意の波動（デトネイション・マイティ・コメット）により遠距離攻撃も可能とする。
「魔獣騒動」後は、サーゼクスの意向で問題行動を起こした場合その身を焼くという呪術を何重にも施された上で、首都リリスにある幼稚園の用務員兼守衛として働いている。

レオナルド
声 - 大津愛理
英雄派構成員で、上位神滅具魔獣創造（アナイアレイション・メーカー）を持つ少年。
まだ未熟だが、相手の能力に対応した「アンチモンスター」を創り出すことに秀でており、異形の者たちのデータを収集し最適なアンチモンスターを生み出す研究をしていた。
「魔獣騒動」後は強引な禁手化によって廃人となり、帝釈天によって「魔獣創造」を没収され冥府送りとなり、後に「神の子を見張る者」のもとに身柄を預けられる。

コンラ
声 - 熊谷健太郎
英雄派構成員で、防御系神器闇夜の大盾（ナイト・リフレクション）の所有者。
影を操る力を身に宿していたために、幼少期から気味悪がられ迫害された過去を持つ。自分のような者でも英雄になれると保証してくれた曹操を尊敬している。
派遣先の駒王町でイレギュラーな禁手闇夜の獣皮（ナイト・リフレクション・デス・クロス）を発現し、京都襲撃以降も所属や所在を転々とする曹操に付き従い続ける。

マルシリオ
英雄派構成員で、時間、空間系神器幻映影写（ドリームライク・カース）の所有者。
禁手の能力は永久に包まれた理想郷（パラセレネ・ユートピア）で、冥界政府に捕縛された後に喪失する。

桃野 吉備津彦（ももの きびつひこ）
英雄派の新構成員。桃太郎こと吉備津彦命の魂を受け継ぐ、陣羽織とハチマキの若い日本人男性。
見事な剣捌きが持ち味。さらに身長3メートルはある年経た大猿の妖怪、巨大な犬の妖怪・犬神、雉の代わりの中国由来の巨鳥の、3匹のお供を使役する。

諸葛亮
英雄派の新構成員。諸葛亮の末裔の現諸葛亮。中国の武侠衣装に身を包む幼女で、羽扇を手にしている。創造系神器孔と明と罠（ストラテジー・トラップ）の所有者。

英雄派離脱
アーサー・ペンドラゴン
ヴァーリチームに移籍。
ペルセウス
元英雄派幹部。ブラウンの髪の男性で、長剣と盾を装備したナイト然とした容姿の持ち主。英雄ペルセウスの魂を持つと同時に、元祖ペルセウスに由来する状態変化系神器蛇の王妃による死の勅令（イージス・ミネラリゼーション）の所有者でもあるという珍しい存在。禁手は彷徨う蛇の王妃と蛇の騎士による死の舞踊（カプトメデューサ・アンド・ミネラリゼーションナイト）。

### クリフォト
リゼヴィム・リヴァン・ルシファー
クリフォトのトップ。ヴァーリの実の祖父にして、初代魔王ルシファーとリリスの間に生まれた息子。リリンという名で聖書に刻まれている。
外見は銀髪の中年男性で、サーゼクス同様の魔王の衣装を着ている。非常に軽い口調で物騒なことを口走り、とても正気とは思えないほど危険でわがままな思考をする。後述の天界戦以降は魔王然とした姿も見せているが、これは父の真似をしているだけで、あくまで本質はふざけた態度の方である。「悪魔は『悪』であるべき」と主張し、現在の冥界ならびに悪魔の在り方を強く否定している。
悪魔の中に存在する3人の超越者の1人。能力は神器の特性、高められた力を全て無効化する神器無効化（セイクリッド・ギア・キャンセラー）。体術の心得があるほか、背中に生えている12枚の黒翼はミカエルの巨大な光の槍を耐えきるほどの防御力を誇る。ルシファーの直系という血筋から悪魔に対する強い影響力とカリスマ性を持つ。
孫のヴァーリに怯える息子ラゼヴァンを唆して虐待を行わせたため、ヴァーリからは殺意と憎悪を向けられる。その性格と悪意により、敵対者だけでなく協力関係にあった邪龍たちからも嫌悪されている。
今まで生きる目的を見出せず、永遠に近い生に飽きており、大戦以降は自堕落に生ける屍同然の暮らしを送っていた。しかし第3章で発覚した乳神がいる未知の異世界「E×E」の存在をユーグリットから教えられ、異世界へ侵攻して唯一絶対の大魔王となり、ユートピアを築くことを目標に活動を開始する。

ユーグリット・ルキフグス
「番外の悪魔」ルキフグス家の出身の青年。グレイフィアの40年以上年下の実弟で、同じ色の銀髪を持つ。実力でも魔王クラスを自負しており、姉にも劣っていないと語っている。
度を超えたシスコンで、グレイフィアがサーゼクスと結婚したことで心の均衡を崩す。姉に似た部分のある容姿を持つロスヴァイセを付け狙う。魔王軍と反政府軍との内戦後は、邪悪な存在である「悪魔」を世界に知らしめるためにリゼヴィムに協力する。
次元の狭間から回収したイッセーの元の肉体の一部を利用し、聖杯の力で製作したレプリカ「赤龍帝の籠手」を所有する。

「大罪の暴龍（クライム・フォース・ドラゴン）」グレンデル
デンマークの伝承に登場する、黒い鱗に銀色の双眸を持つ巨人型の邪龍。戦うことと殺すことにしか興味がなく、自分が死ぬことすら嬉々として楽しむ。かつて暴虐の果てに初代ベオウルフに滅ぼされたが、聖杯の力によって現世に蘇った。撃破されて魂を封印された後は、量産個体が開発されている。

「宝樹の護封龍（インソムニアック・ドラゴン）」ラードゥン
ギリシア神話に登場する魔物の王テュポーンの子の1体で、巨大な木の姿に赤い双眸の邪龍。結界や障壁を得意とする。元は黄金の果実の守護者で、初代ヘラクレスの試練で邪毒蛇ヒュドラの毒を口に投げ込まれて殺されたが、聖杯の力によって現世に蘇る。撃破されて魂を封印された後は、量産個体が開発されている。

「霊妙を喰らう狂龍（ヴェノム・ブラッド・ドラゴン）」八岐大蛇（やまたのおろち）
その尻尾から聖剣天叢雲剣（あまのむらくものつるぎ）を生み出したとされる、日本神話の8本首の邪龍。
既に討伐されていたが、クリフォトの手で復活して魂を2つに分けられ、片方は強奪してきた天叢雲剣を改造する形でその剣に宿り、もう片方は神滅具紫炎祭主による磔台（インシネレート・アンセム）に取り込まれる。

「外法の死龍（アビス・レイジ・ドラゴン）」ニーズヘッグ
北欧の世界の最下層にある氷の国ニヴルヘイムに生息していた伝説の邪龍。口からは異臭を放つ唾液を垂れ流し、激昂すると体から瘴気を発生させる。討伐しても何度も蘇る。悪食で、貪欲な性格。

八重垣 正臣（やえがき まさおみ）
紫藤トウジの部下だった元「教会の戦士」。名うての人間の剣士で、長い黒髪が特徴。
約10年前に悪魔のクレーリア・ベリアルと恋に落ちたことで粛清されたが、時を経て聖杯の力により復活した。当時の関係者に復讐を果たすべく、駒王町の教会やバアル家の者を襲撃する。

クリフォト離脱
リリス

「三日月の暗黒龍（クレッセント・サークル・ドラゴン）」クロウ・クルワッハ

「魔源の禁龍（ディアボリズム・サウザンド・ドラゴン）」アジ・ダハーカ

「原初なる晦冥龍（エクリプス・ドラゴン）」アポプス

### 隠れ禍の団
「ネビロス」
サタナエルによる「禍の団」結成最初期から組織に関わっていた正体不明の存在。極めて優秀な技術力を持つとされる。「禍の団」「クリフォト」の崩壊後は、「隠れ禍の団」として地獄の盟主連合に接触して技術を流している。

## ドラゴン

### 二天龍
「赤い龍（ウェルシュ・ドラゴン）」ア・ドライグ・ゴッホ
声 - 立木文彦
二天龍のうちの1匹で、赤龍帝の二つ名を持つドラゴン。現在は赤龍帝の籠手（ブーステッド・ギア）に魂を封印されている。
倍加、譲渡、透過の能力を持ち、あらゆるものを焼き尽くす燚焱の炎火（いつえきのえんか）という絶技を有している。口から吐き出す大質量の火炎には、今の相棒の影響でウェルシュドラゴン・フレアと名付けている。
宿主であるイッセーの影響で乳龍帝、おっぱいドラゴンと呼ばれるようになり精神に多大なダメージを与えられたものの、自分を1つの存在として扱ってくれるイッセーを基本的に気に入っている。16巻で宿主と共に「D×D」に参加する。
「アザゼル杯」予選終盤でイッセーが簡易版アムリタを飲んだことで、一時的に封印された力を開放し制限時間付きで実体を持って復活できるようになる。
「赤龍帝」は、エンテイ（炎帝）に由来している。

「白い龍（バニシング・ドラゴン）」アルビオン・グウィバー
声 - 竹内良太
二天龍のうちの1匹で、白龍皇の二つ名を持つドラゴン。現在は神滅具白龍皇の光翼（ディバイン・ディバイディング）に魂を封印されている。宿主のヴァーリと共に「D×D」に参加する。
半減、吸収、反射、減少の能力を持ち、神すら怖れる猛毒をその身に宿している。邪龍戦役ではヴァーリの覚悟に触発され、自身がかつて捨てた毒蛇を意味するグウィバーの名を受け入れ、共に魔王化に至る。その影響で地獄事変の頃にはドライグと同じく復活を遂げ、顕現化が可能になる。
『堕天の狗神 -SLASHDØG-』にも登場。ヴァーリがまだ幼く未熟だったため、アザゼルが用意した白いドラゴンのぬいぐるみ状のデバイスを利用して周囲と意思疎通を行なっていた。
「白龍皇」は、ライコウ（雷皇）に由来している。

### 五大龍王
「黒邪の龍王（プリズン・ドラゴン）」ヴリトラ
声 - 岩澤俊樹
五大龍王の1匹。邪龍でもあり、分割された魂を複数のヴリトラ系神器に封印されていたが、黒い龍脈を核とした統合に伴い、匙を宿主として意識を覚醒させる。
特異な炎の能力を多く持ち、捕らえる力に長けており、黒炎を身に受ければ命を吸いとり燃え尽きるまで絡みつくとされる。赤い瞳に黒い蛇の姿を持つ東洋タイプのドラゴンで、普段は人間大で匙の影から現れて意思疎通を行うほか、「龍王変化」状態では黒炎の肉体を持つ大きなドラゴンの姿となる。

「黄金龍君（ギガンティス・ドラゴン）」ファーブニル
五大龍王の1匹で、北欧出身のドラゴン。西洋タイプのドラゴンでありながら翼を持たないため飛行能力はないが、身体能力は高く、口から黄金のオーラをはいて攻撃する。
アザゼルとの契約によって墮天龍の閃光槍（ダウン・フォール・ドラゴン・スピア）に魂を封じられていたが、アザゼルが「神の子を見張る者」の総督を辞任したことを受け、新たにアーシアと契約する。恐ろしげな見た目の自分に対しても優しく接してくれるアーシアを大層気に入っている。16巻では「D×D」のメンバーになる。
パンツ龍王と表現される変態。ドラゴンとしては珍しく戦闘には興味を示さず、アーシアを傷つける相手でもない限り全力を出すことはない。
「黄金龍君」は、スイクン（水君）に由来する。イメージはガメラのバルゴン＋ゴジラのアンギラス。

「天魔の業龍（カオス・カルマ・ドラゴン）」ティアマット
五大龍王の1匹である女性のドラゴン。蒼穹のごとき鱗を持つ巨龍で、人間体は蒼い長髪に藍色の瞳の美女の姿を取る。五大龍王最強と名高く、その強さは魔王と同等だとされる。
150年ほど前から「盟友」アジュカ・ベルゼブブの各種ゲームにおいて重要なポストについており、レーティングゲームでは強制転移が起こらないようなイレギュラーに対処することになっている。

「西海龍童（ミスチバス・ドラゴン）」玉龍（ウーロン）
声 - 荒井勇樹
五大龍王の1匹で、「西遊記」に登場する玉龍。須弥山勢力に所属する。細長い東洋タイプのドラゴンで、馬に姿を変え、その背に玄奘三蔵法師を乗せて天竺まで運んだことで知られる。テンションが高く愚痴が多い。口からは巨大な火炎や莫大なオーラの塊を吐いて攻撃する。
他の龍王に先駆けて早々に隠居を決め込んでいたが、「禍の団」によるテロの活発化に伴い、強制的に現役復帰させられ、「D×D」にも参加する。

「終末の大龍（スリーピング・ドラゴン）」ミドガルズオルム
五大龍王の1匹。ロキによって生み出された、世界最大とされるドラゴンで、フェンリルやヘルの兄弟。
世界の終末に動きだすものの1体であり、強大な力を持っているが、巨体と怠け癖のために使い勝手が悪く、大半の時間を眠って過ごしていたとされる。

### 邪龍
「三日月の暗黒龍（クレッセント・サークル・ドラゴン）」クロウ・クルワッハ
ケルト神話の戦いと死を司るドラゴン。邪龍最凶と謳われる邪龍の筆頭格。魔神バロールの元眷属。消息不明となっていたが、実際は長期間に渡って人間界と冥界を修行と見聞を兼ねて巡っていた。
本来の姿は巨大な漆黒のドラゴン。人型時の外見は、金色と黒色が入り乱れた髪で、双眸は右が金で左が黒という特徴的なヘテロクロミアを持つ、黒いコートに身を包んだ長身の男性。プライドが高く、マイペースで好戦的な性格だが、冷静で理知的な面も持ち合わせている。ドラゴンの行く末を見ることを主な行動理念としている。
「アザゼル杯」では、強敵と戦わせることとバナナを定期的に貰うことを条件に、ミスター・ブラックの名前で「リアス・グレモリー」チームの「兵士」枠として参戦する。

「魔源の禁龍（ディアボリズム・サウザンド・ドラゴン）」アジ・ダハーカ
アンラ・マンユによって産み出された、邪龍の筆頭格に数えられる、3つ首で6枚の翼を持つ黒いドラゴン。強敵との喧嘩を望む戦闘狂で、千の魔法を操ったという伝承の通り、高い魔法力を誇る。ゾロアスターの善神の軍勢に牙を剥き、英雄スラエータオナによって封印に近い形で滅ぼされたとされているが、聖杯の力で復活する。
モチーフはキングギドラ。

「原初なる晦冥龍（エクリプス・ドラゴン）」アポプス
かつて滅んだ邪龍の1体で、その筆頭格に数えられる、地獄に深い関わりを持つドラゴン。聖杯の力によって蘇る。真の姿は銀色の3つ目を持つ暗黒の大蛇で、人間体は黒い祭服を着た褐色の肌の美青年。強い闘争心の持ち主だが他の邪龍よりもクールな性格で、粗暴なだけの者と同列に扱われることを嫌う。
触れた物を溶かして消し去る闇を操る。その正体はおぼろげな闇そのものであり、たとえ「龍殺し」の力を乗せた物であっても物理攻撃の効果は乏しく、超攻撃力で吹き飛ばすか太陽を冠する神の力を借りるかしなければ倒すことは困難とされる。

「大罪の暴龍（クライム・フォース・ドラゴン）」グレンデル
デンマークの伝承に登場する邪龍。
「宝樹の護封龍（インソムニアック・ドラゴン）」ラードゥン
ギリシャ神話に登場する邪龍。
「霊妙を喰らう狂龍（ヴェノム・ブラッド・ドラゴン）」八岐大蛇（やまたのおろち）
日本神話に登場する邪龍。
「外法の死龍（アビス・レイジ・ドラゴン）」ニーズヘッグ
ニヴルヘイムに住む邪龍。

偽者の二天龍
アンラ・マンユ神が、戦力増強とプロパガンダに使うために二天龍を模して生み出したドラゴン。悪神としてのオーラがドラゴンの形をしただけの力の塊であり、龍王クラス以上の性能を与えられているが、急場しのぎであるため二天龍としての特性は再現されていない。強力な再生力を有しており、アンラ・マンユが倒れない限り何度でも復活する。
2代目アジ・ダハーカ
「地獄事変」の終盤にアンラ・マンユ神が生み出したアジ・ダハーカの2代目であり、意思や感情を持たない力の塊。初代と同じく様々な属性魔法や禁術を使うことができるが、精度と威力は大幅に下がっている。偽者の二天龍と同じく強力な再生力を有している。

### 龍神
「無限の龍神（ウロボロス・ドラゴン）」オーフィス

「真なる赤龍神帝（アポカリュプス・ドラゴン）」グレートレッド
黙示録に記された、夢幻の幻想から生じたとされる夢幻を司るドラゴンで、次元の狭間を統べている。真龍、D×D（ドラゴン・オブ・ドラゴン）とも称される。作中では「E×E」を除いたあらゆる勢力で最強クラスの存在とされる。
普段は次元の狭間に棲んでおり、基本的に実相世界の生物や事柄には関心を示さないとされる。サマエルの呪いで滅んでしまったイッセーの肉体を、自身の肉体の一部を用いて新生させた経緯から、イッセーにとって第二の父ともいえる存在になる。最終章では、次元の狭間に現れた異世界「E×E」の覇邪鬼神レガルゼーヴァに襲撃され、敗北して命を落とす。

### 悪魔
「魔龍聖（ブレイズ・ミーティア・ドラゴン）」タンニーン
声 - 山口太郎
元ドラゴンの転生悪魔。聖書に記された龍。「番外の悪魔」メフィスト・フェレスの「女王」であり、最上級悪魔の1人。
ドラゴンだったころは現在の五大龍王とともに「六大龍王」と称さる龍王の一角だったが、ドラゴンの主食である果実「ドラゴンアップル」が地上で絶滅したため、冥界にのみ現存するドラゴンアップルの研究のために悪魔に転生した経緯を持つ。
外見とは裏腹に気さくかつ紳士的な性格で、配下のドラゴンたちからの人望も厚い。グレモリー眷属の夏合宿で教育係となって以降、イッセーからは目標とするべき「ドラゴンの王様」として尊敬されている。クロウ・クルワッハとは気が合い、クリフォトを見限った彼を食客として自身の領地で面倒を見ている。

ラードラ・ブネ
元72柱ブネ家の末裔で、ドラゴンへの変身能力を持つ。
兵藤 一誠（ひょうどう いっせい）
12巻以降、元人型ドラゴンの転生悪魔。
アリヴィアン
ズメイというドラゴンの転生悪魔。
ツファーメ・テレアク・レヴィアタン
初代魔王レヴィアタンの娘で、ドラゴンへの変身能力を持つ。

### その他のドラゴン
「龍喰者（ドラゴン・イーター）」サマエル
上半身が堕天使、下半身が東洋の龍のような細長い姿をした堕天使ドラゴン。「龍喰者」は英雄派によって付けられたコードネーム。
元「天使」であり、アダムとイブに「知恵の実」を食べさせたエデンの蛇の正体。その行為が「聖書の神」の怒りに触れた結果、堕天され存在を抹消されたうえ、蛇とドラゴンに対する本来存在しないはずの神の悪意や毒、呪いを一身に受けたことにより、強力な龍殺し（ドラゴン・スレイヤー）の力をその身に宿した経緯を持つ。また、黒い触手状の舌で相手の力を奪うことができる。
ドラゴンを絶滅させるだけでなく世界に悪影響を与えかねないため、冥府の最深部であるコキュートスに封印されている。

リリス
オーフィスの力の一部から生まれた分身の少女。
ボーヴァ・タンニーン
「魔龍聖」タンニーンの三男のドラゴン。父の弟子であるイッセーに心酔しており、イッセーの上級悪魔昇格後に自身を売り込んで「燚誠の赤龍帝」チームのメンバーになる。タンニーンの子息のなかでは最強とされており、父譲りの強力な炎のブレスを得意技とする。さらに身体を縮小できるため、斥候としても活躍できる。
冥界にいた頃は、家族へのコンプレックスに起因して素行の悪い荒くれ者だった。根はドラゴンらしく誇り高い性格で、臣従後は細やかな気配りもできる紳士振りを見せる。黄龍のことは、「龍鬼人」と化した彼を見てからは良きライバルとして接する。本戦1回戦後はもっと強くなるためにクロウ・クルワッハに弟子入りを志願、幻の「龍の山脈」に送られて鍛えられる。

ヴァースキ
インド神話で乳海攪拌の儀式を手伝ったとされる大蛇型の東洋ドラゴン。

## 妖怪
九重（くのう）
声 - 徳井青空
八坂の娘である狐の妖怪。まだ子供なため幼い外見で、狐の耳と尻尾が生えている金髪美少女。ぬらりひょんに誘拐された際に、神獣の片鱗を覚醒させる。この状態では髪が白く変わり、狐龍となった政木狐にも似た気を放つようになる。
「禍の団」英雄派に攫われた母を救い出してくれたイッセーに好意を抱く。最終章では駒王学園初等部へ入学し、兵藤邸で下宿し始める。高等部のオカルト研究部では予備部員として扱われている。

八坂（やさか）
声 - 大地葉
京都の妖怪たちの統領で、九重の母。普段は9本の尾を生やした巨乳の金髪美女の姿だが、本来の姿は巨大な九尾の狐。裏京都の屋敷で娘と暮らしているが、表京都にも影響力を持ち、一部の老舗とは昔から顔なじみである。弟妹がほしいとせがむ九重の望みとは別に、助けられた恩からイッセーに好意を抱いている。
口から吐く強力な炎と長い尾が最大の武器。さらに古の陰陽師たちが作り上げた術式発生装置である京都の中であれば、パワースポットから霊力を受け取ることで力を散らされたとしても即座に補修することが可能となる。また、狐の嫁入りとも呼ばれる異能の天気雨を降らせて対象を異空間へ転移させ、いわゆる神隠しを起こすこともできる。

サラマンダー・富田（サラマンダー・とみた）
駒王町のはずれにある沼に住んでいた河童で、情報通として知られる。口から水流を吐き出して攻撃する。東の妖怪たちの中でも有数の強者で、小猫の友達。
実家はキュウリ農家だが、家業を継ぐことを嫌って家出しラッパーを目指していた。最終章では最上級河童に昇格する。

ぬらりひょん
関東一帯を束ねる東の大妖怪。後頭部の長い禿頭の老人。いつの間にか家に上がって生活に溶け込み、いつの間にかいなくなっているという性質を持ち、精神に働きかけ相手との親密さを操作する幻術を得意とする。
烈座（れつざ）
ぬらりひょんの側近で、東の妖怪でも有数の実力者である鎌鼬。
雲辺（くもわたり）
ぬらりひょんの側近で、東の妖怪でも有数の実力者である雷獣。

参曲（まがり）
800年以上生きる猫妖怪の長老。七尾の三毛猫。他者を意のままに操る能力を持つほか、猫又の死を司る力の関係で閻魔大王とも縁がある。

山本 五郎左衛門（さんもと ごろうざえもん）
日本の大妖怪の1体。
神野 悪五郎（じんの あくごろう）
日本の大妖怪の1体。

雲外鏡（うんがいきょう）
照魔鏡と呼ばれる鏡の妖怪の一族。鏡に映した者の関係者を映し出すという能力を持つ。
藤舞（ふじまい）
黒歌と小猫の母である猫又。故人。ナベリウス家に協力する人間の研究者を手伝ううちに娘たちを儲け、娘たちを認知させるため説得を続けていたが、実験が失敗した際の事故に巻き込まれて命を落とす。

クリスティの妹
雪女の幼年体。青い髪をした美少女で、その年代では珍しくまだゴリラ化していない。姉の応援で冥界に来た時にライザーから勧誘を受け、現在は「僧侶」候補としてフェニックス領に住んでいる。

温羅（うら）

茨木童子（いばらきどうじ）

## 吸血鬼

### ツェペシュ派
ヴァレリー・ツェペシュ
ギャスパーの幼馴染で、ツェペシュ王家のハーフヴァンパイア。ギャスパーと同じくデイライトウォーカーである。端整な顔立ちをした赤い双眸の美女。吸血鬼の二大派閥「ツェペシュ派」に属しており、クーデターの末に新たなトップに就いたがそれは表向きのことに過ぎなかった。
ギャスパーにとっては外へ逃すことに尽力した恩人で、ギャスパー・バロールにとっても意識覚醒の恩人である。ギャスパーが出奔した後に幽世の聖杯（セフィロト・グラール）の力に目覚め、その力を兄マリウスによってツェペシュ派吸血鬼の強化に利用される。「アザゼル杯」では「リアス・グレモリー」チームの「僧侶」枠として出場する。
マリウス・ツェペシュ
ツェペシュ王家王位継承権第5位。クーデター後は暫定政府の宰相兼神器研究最高顧問。ヴァレリーの兄に当たる存在だが、彼女のことは道具程度にしか考えていない。誇りや血筋より自分の欲求を優先する吸血鬼としては異端の存在。

ヴラディ家当主
ギャスパーの父で、彼の他にも純血の子供を持つ。息子同様の金髪、外見年齢は30代ほど。
黒く蠢く物体として生まれ落ち、生後間もない頃に生母や周囲の者たちを次々と呪殺したギャスパーを忌避している。

### カーミラ派
エルメンヒルデ・カルンスタイン
吸血鬼の二大派閥「カーミラ派」の幹部カルンスタイン家の女性吸血鬼。ウェーブさせた長い金髪と真っ赤な双眸に、西洋人形のような美貌を持つ。
当初は純血の吸血鬼としての価値観に凝り固まっていたが、周囲での不幸がきっかけで性格が丸くなり、国外に出てエージェントとして活動するようになった。任務で助けられて以来、イッセーに惹かれている。「アザゼル杯」では、自国の復興という夢を叶えるために「燚誠の赤龍帝」チームに参加する。
上級吸血鬼としては能力が平凡だが、「取り込んだ相手の血からその者の力を顕現させる」という一点に関しては傑出しているほか、シーグヴァイラ直伝の人形の遠隔操作術を習得している。
ミラーカ・ヴォルデンベルグ

## 歴代二天龍
エルシャ
声 - 田中理恵
女性の中で歴代最強の赤龍帝。残留思念であっても意識を保っており、イッセーが新しい力を解放する手助けをする。
ベルザード
声 - 青山穣
原作小説19巻時点までの男性の中で歴代最強の赤龍帝。
白龍皇の先輩
声 - 石谷春貴
歴代白龍皇の1人でイッセーが「白龍皇の光翼」の宝玉を取り込んだ結果、意識の一部が「赤龍帝の籠手」に宿っている。サマエルの呪いに侵されたイッセーを救い消滅する。

## 人間界

### 魔法使い
灰色の魔術師（グラウ・ツァオベラー）
メフィスト・フェレス
理事を務める「番外の悪魔」。
ラヴィニア・レーニ
構成員の1人で永遠の氷姫の所有者。「刃狗」チームにも出向する。
桐生 藍華（きりゅう あいか）

ミルたん
声 - 三宅健太
イッセーの悪魔稼業における「お得意様」の1人で、世紀末覇者のごとき肉体に、魔女っ子に憧れる乙女心を宿した漢の娘。ゴスロリ衣装（ネコミミ付き）に身を固め、語尾には「にょ」と付ける口癖がある。
最終章では「灰色の魔術師」に入会し、ラヴィニアを先生として魔法を習っている。

黄金の夜明け団（ゴールデン・ドーン）
マグレガー・メイザース
創設者の1人で、魔王サーゼクス・ルシファー眷属の「僧侶」に転生する。
ルフェイ・ペンドラゴン
兄を追ってヴァーリチームに入った元構成員。

エレイン・ウェストコット
ペンドラゴン家に仕えるメイドで、主にルフェイの従者を務める。生真面目そうな長い黒髪の英国女性。立ち振る舞いも端正だが、天然なうえに少々毒舌気味な面がある。
ウェストコットの系譜であり、自身も相当な魔法の使い手。アーサーとは相思相愛の関係。

メレディス・オールディントン
元「黄金の夜明け団」所属の魔法使いで、当代の深潭の蓋世王冠（アルフェッカ・タイラント）の所有者。整った美しい顔立ちに、赤みのある鳶色の髪と碧眼の美少女。
直系ではないがイギリス王室の関係者と、その愛人だったボディーガード役の専属魔女との間にできた隠し子で、魔法使いの才能があると判断されて信頼の置ける魔法使いの夫婦のもとに里子に出された。のちに自分の出自を知るが、王族として認知されないことに不満を抱き、「才能」「捨てる」といったことに強く執着するようになった。

薔薇十字団（ローゼン・クロイツァー）
リュディガー・ローゼンクロイツ
創設者一族の末裔。「番外の悪魔」マモン家前当主の「僧侶」に転生した最上級悪魔。

魔女の夜（ヘクセン・ナハト）
ヴァルブルガ
魔女の夜（ヘクセン・ナハト）の幹部。紫炎のヴァルブルガの異名を持つ、紫炎祭主による磔台（インシネレート・アンセム）の所有者。禁手は亜種で最終審判者による覇焔の裁き（インシネレート・アンティフォナ・カルヴァリオ）。
服装も所持品も紫色で、ゴシック調の日傘とゴスロリ衣装を着た人形のような風体の女性。自分が勝てる確信がなければまともに戦おうとはせず、不意打ちを行ったりしてただ戦場をかき回して楽しむ。
『堕天の狗神 -SLASHDØG-』にも登場する。当時の所属はオズの魔法使いで、「紫炎祭主による磔台」の先代所有者であるアウグスタの弟子だった。

### 五大宗家
百鬼
百鬼 勾陳 黄龍（なきり こうちん おうりゅう）
百鬼家の次期当主。

姫島
姫島 朱雀（ひめじま すざく）
五大宗家に連なる姫島宗家の現当主。
姫島 朱凰（ひめじま すおう）
姫島本家の元当主。
姫島 朱璃（ひめじま しゅり）
声 - 伊藤静
朱乃の母で、バラキエルの今は亡き妻。日本のとある有名な神社の巫女だった。黒髪つやつやの優しそうな女性。現・朱雀の母は実姉にあたる関係である。火の異能と鬼に好かれる体質を持っていた。
看病したバラキエルと親しい関係になり、朱乃を産んだが、姫島本家の親類からは堕天使の幹部に娘が洗脳されて手籠めにされたと勘違いされ、高名な術者たちをけしかけられた。術者たちはバラキエルが撃退したが、敗れた者が堕天使に恨みを持つ別の術者へ一家の情報を流したことにより、バラキエルが仕事で留守にしているときに自宅を襲撃され、娘の朱乃を庇って命を落とした。
姫島 朱乃（ひめじま あけの）
現姫島当主の従姉妹。
幾瀬 鳶雄（いくせ とびお）
現姫島当主のはとこ。

真羅
真羅 椿姫（しんら つばき）

真羅 清虎（しんら きよとら）

櫛橋
櫛橋 青龍（くしはし せいりゅう）
櫛橋家の現当主。

童門
童門 玄武（どうもん げんぶ）
童門家の現当主。

### 主要人物の親族
イッセーの両親
イッセーの父・五郎と母・三希。異能や三大勢力とは関わりの無いごく普通の一般人。イッセーの約束事を守る性格と、悪いことをしたらすぐに謝るクセは両親の影響によるものである。
リゼヴィムに拉致された時に、イッセーが転生悪魔になったことや異形の世界の関係者たちの正体を知るが、その一件以降も変わらず息子に愛情を持ち、関係者とも交流を続けている。
兵藤 五郎（ひょうどう ごろう）
声 - 小形満
イッセーの父。眼鏡をかけた短髪が特徴。イッセーのエロバカぶりには呆れていたものの、リアスを初めとした女子たちと友好的になってからは見直し、娶ることを激励する。家族想いで、息子に「一番、誠実に生きてほしい」という願いを込めて「一誠」と名付けた。
兵藤 三希（ひょうどう みき）
声 - 小島幸子
イッセーの母。ロングストレートヘアを束ねた容貌が特徴。イッセーに対してはけじめある教育をしていたものの、エロバカぶりには挫折していった。後にリアスやアーシアが同居してからはイッセーを見直すようになる。

イッセーの祖母
イッセーの父方の祖母。S県の田舎町の古い一軒家で暮らしている。善良な人物だが、兵藤家の人間らしく結構スケベ。
兵藤 十蔵（ひょうどう じゅうぞう）
イッセーの父方の祖父。故人。ハイテンションで大雑把な性格。スケベな人物で、イッセーの性癖の根幹を作り上げたともいえる存在。かなり高齢になっても若い女性をよく目で追っていたとされる。仏教徒だったため死後は極楽へ迎え入れられ、現在では「赤龍帝の祖父」ということで一躍有名人になっている。

イリナの母
イリナの母親。現在はイギリスのウェスト・アクトンで日本料理専門の小料理屋「紫藤」を営んでいる。イリナに似た顔立ちの黒髪の女性で、娘同様ハイテンションな性格。
ヴァーリの母
黒髪の美しい女性。ヴァーリと暮らしていた当時は、夫のラゼヴァンから虐待を受けていた息子を助けられないことを不甲斐なく思っていた。ヴァーリの逐電後は夫から当時の記憶を消された状態で捨てられ、現在は山間の田舎町で再婚して幸せな家庭を築いている。
匙 華穂（さじ かほ）
中学生になる匙元士郎の妹。兄が悪魔に転生していることを知っており、シトリー眷属をファンとして応援している。しっかり者で大人びた性格。

匙 元悟（さじ げんご）
幼稚園に通う匙元士郎の弟。兄が悪魔に転生していることはまだ知らない。

ユーサー・ペンドラゴン
ペンドラゴン家現当主であり、アーサーとルフェイの父。立ち居振る舞いや着衣から上流階級の気品があふれる中年の英国人男性。コールブランドの先代所有者。

### 悪魔稼業の依頼者とその関係者
森沢（もりさわ）
声 - 青木強
小説1巻から登場。小猫およびイッセーの「お得意様」の1人で、筋金入りのコスプレオタク兼アニメオタク。職業は公務員で、人との触れ合いに飢えており、魔法陣のビラを使って召喚した小猫に一目惚れをする。

スーザン
声 - 川澄綾子
イッセーの悪魔稼業における「お得意様」の1人で、戦国グッズのオタク。日本の文化に憧れて、留学生として来日した大学生で、武者鎧に身を固め兜で素顔を隠した金髪少女。恋愛に対しても奥手で、相手に想いを伝えられず悩んでいたことをリアスに相談し、イッセーのアドバイスにより、堀井（ほりい）と恋人同士となる。

### その他の人間
桃園 モモ（ももぞの モモ） / 花弁ライダーピンキー
声 - 椿理沙
劇中の特撮TV番組の美少女ヒーロー。イッセーは彼女のファンで、桃園モモの音声の入った目覚まし時計を愛用している。

百地 丹紋（ももち たんもん）
駒王町に住む伊賀流の忍者。和服を着た初老の男性。町外れの廃墟の中に日本家屋を構えてメタトロン、黒歌、ルフェイ、オーフィスに忍術を教えていた。

爆散 梅子（ばくさん うめこ）
爆閃（ブラスト）流の家元。着物を着た中年女性で、頭部に色彩鮮やかな花々を生けた花瓶を載せている。一般常識とかけ離れた華道の教室を開いている。
トレビアン鈴本
爆閃流四天王の1人。両肩に剣山がついている着物を着た強面の女性。自らを四天王の中では最弱と評している。

シューティング・スター
星砕剣と星穿銃（スター・バスター・スター・ブラスター）を所有する、本名不明の人間の青年。悪魔を遠い祖に持つ魔法使いの家系の出身で、カウボーイの格好をしている。光也たちからは星砕きと呼ばれ問題児扱いされている。

## E×E（エヴィー・エトゥルデ）

### 高位精霊界（エトゥルデ・サイド）
レセトラス
異世界E×E（エヴィー・エトゥルデ）の善神で、精霊を司る。「E×E」を二分して高位精霊界（エトゥルデ・サイド）を支配している。

チムネ・チパオーツィ
高位精霊神（エトゥルデ）陣営最高神の1柱。聖母神チチの異名を持ち、地球では乳神（ちちがみ）と呼ばれる。イッセーの乳を思う気持ちと「乳語翻訳」によって存在が明らかになった異世界の神で、眷属であるおっぱいの精霊を介してイッセーと交信する。

### 機械生命界（エヴィーズ・サイド）

#### メルヴァゾアサイド
メルヴァゾア
異世界「E×E」の邪神で、機械生命体（エヴィーズ）を司る。「E×E」を二分して機械生命界（エヴィーズ・サイド）を支配している。死を超越した存在であり、戦闘力はオーフィス（完全）やグレートレッドを遥かに超える。

##### 羅睺七曜
ハズ・イリュウス
邪神メルヴァゾア眷属「羅睺七曜」の第2位、「月王（サテライト・プライム・ワイズマン）」。体長は約2メートルで、幹部クラスとしては一回り小柄。
実力と権限を同時に持つため、メルヴァゾアサイドから凶暴なレガルゼーヴァ一派の仲裁役、諫める者として「覇邪鬼神船団」に派遣されている。リゼヴィムを明らかな愚者だとし、「E×E」への宣戦布告は真に受けていない。本隊が到着する30年後まで地球が保ってさえいれば生物の大規模絶滅が起きても構わないと考えている。

レッズォ・ロアド
邪神メルヴァゾア眷属「羅睺七曜」の第5位。各神話の主神クラスの強さを持つ。

##### 四将（インヴェイド・ファナティック）

###### レッズォ・ロアド四将
ルマ・イドゥラ
レッズォ・ロアドに仕える「四将（インヴェイド・ファナティック）」の筆頭。
普段は機械めいた人型サイズの分身体で活動するタイプの「UL」。本体は巨大な飛行戦艦で、これが破壊されない限り何度でも人型のボディが供給される。本体の発射口から放たれる砲撃は、次元、時空すらも超えて目標を破壊する。

ガルヴァルダン
「四将」の一角。ドラゴン型の機械生命体。口からは極太の光線を放ち、太い腕の中に仕込まれた砲身からは巨大な光弾を発射する。過去に来る前に右肩にはスピーカーユニットが内蔵され、不協和音を放って敵の動きを封じる。邪神の配下でありながら、邪なものを浄化する火車が通じない。
ベゥバ・レコルグ
「四将」の一角。分離、合体の特性を持つ巨大な「UL」。分離させた個々の円柱は変形能力を持ち、砲口やミサイル、剣などの武器にもなる。

アッドーザ
「四将」の一角。未来の戦士たちの妨害によって自身は転移できないため、仲間への追加の武器の転送に努める。

#### レガルゼーヴァサイド
レガルゼーヴァ
「覇邪鬼神（インビンシブル・デバステイター）」。邪神メルヴァゾアの兄神。
7メートルほどの機械の巨人で、単体でもメルヴァゾアに劣らぬ力を持つとされる。一派全体が荒々しく好戦的な戦闘タイプであり、侵略を行うときは分析をしながら攻め込むという手段を好む。

##### 計都天海
ルガティム
鬼神レガルゼーヴァ眷属「計都天海」の1柱、天王（スカイ・プライム・ルーラー）。5メートルほどの人型タイプの機械生命体で、核となる本体をベースにいくつかの外部装甲を持つ。

ドゥルマード
「計都天海」の1柱、海王（シー・プライム・ダイナスト）。核となる本体をベースにいくつかの外部装甲を持つ。

##### 五邪（アトロシティ・ファナティック）

###### ルガティム五邪
ベベヴ・ス
天王ルガティムに仕える「五邪（アトロシティ・ファナティック）」の一角で、賢天将（けんてんしょう）の異名を持つ。3メートルほどの細長い人型で、4本の腕が生え、2本の足からジェット噴射をして宙に浮かぶ。肩、胸部、太ももの各部から無数の小型ミサイルを放つ。

グヴァルドラ
「五邪」の一角で、剛天将（ごうてんしょう）の異名を持つ。有線式の巨大な両前腕をジェット噴射で飛ばし、手の平の穴からは高圧電流が流れる編み目状のエネルギー体を投射する。前腕の甲からはビーム兵器の砲口が出現する。

#### セラセルベスサイド
セラセルベス
魔神と呼ばれる邪神メルヴァゾアの妹。単体でもメルヴァゾアに劣らぬ力を持つとされる。最低5柱の眷属を有するが、謎が多く、正確な数も把握しきれていない。

## その他登場人物
「黙示録の皇獣（アポカリプティック・ビースト）」666（トライヘキサ）
グレートレッドと並んで黙示録で語られる、獣の数字の大元となった伝説の生物。獅子、熊、豹、龍などに似た7本の首と10本の角のほか、あらゆる生物の特徴を有する巨体の獣。
様々な世界を瘴気で汚染できる影響力など桁違いの力を持つほか、最大で頭と同じ数である7体まで分裂することも可能であり、それぞれが神クラスを遥かに上回る実力を持つ。居場所は謎とされていたが、「聖書の神」によって禁呪の術式を含めた何千もの封印を施された状態で忘れられた世界の果てで眠りについていた。
トライヘキサの核（コア）
トライヘキサの意識、その集合体が形を成したもの。結界により本体の動きを封じられたことで、体から分離する形で出現した。頭部に10本の角が生えた、白く輝く少年の姿をしている。背中には、あらゆる獣の翼を6枚生やす。再生能力が非常に高い。

### X×X
神崎 光也（かんざき みつや）
始まりの闇（ファースト・ダーク）、神を騙る者と呼ばれる、両腕に籠手が付いたSF映画のような青いボディースーツを着た、容姿端麗な青年。石踏一榮のデビュー作『電蜂 DENPACHI』の主人公とは別人で、石踏曰くスターシステム。
X×X（クロス・タイムズ・キス）という抹消された集団の一員。独自の道を歩みだしているという、「あちら」と呼ばれる世界を守ることを使命としている。戦闘能力は高く、最強の人間候補の1人に挙げられる。

霧乃 静香（きりの しずか）
『電蜂 DENPACHI』の登場人物で、光也の同僚。青いドレスや緑色のブレザーを身に着けた容姿端麗な少女で、光也からエイブルと呼ばれている。30年後に「成果（ボーナス）」を得ることが目的で、何らかの収穫を持って「蒼き箱庭（ゲーム）」に帰りたいと考えている。

カエデ / 百鬼 黄葉（なきり もみじ）
神滅具「究極の羯磨」の所有者。百鬼家の出身で、勾陳黄龍の従姉。現在は「あちら」の世界にいる。

### 渦の団（ヴォルテックス・バンチ）
カイザー・ヴォルテックス
「渦の団（ヴォルテックス・バンチ）」首領。ドラゴンの兜を被った初老の男。世界中から悪人を集め、改造手術を行った怪人を仕立て上げていた。
ペンタグラム伯爵
「四覇将」の1人。顔面に五芒星を付けた褐色肌の陰陽師という風体の男。京都中の寺社で悪質な嫌がらせを行なってきた経歴を持ち、寺社関係者からは「有名な変人」として認識されている。
タイガー監督
「四覇将」の1人。プロ野球チーム「大阪タイガース」のユニフォームを着た虎の獣人。関西弁で話し、鋼の肉体を持つ巨漢。
豚丸骨大将（げんこつたいしょう）
「四覇将」の1人。ラーメン屋の格好をした豚頭の怪人。自身が経営するラーメン屋でマニアを洗脳し、ステマで店を繁盛させることによって「渦の団」の資金源となっていた。
ファイナル・デスシーサー
「四覇将」の1人。
サーモン・キング
プライドの高さから帰巣本能に反逆し続け、30年以上海を泳ぎ続けた鮭をカイザーが改造して怪人と化した魚類。通称反逆の鮭王（リミットオーバー・サーモン）。侵略の先兵として北海道に派遣され、レジャー会場で肉を奪い鮭の切り身の押し売りをしていたところでグレモリー眷属に遭遇、銛を手にして彼らに襲いかかるが返り討ちに遭い戦死する。

### F×F（ファディル・フェルドラ）
セファイラ・セラセルベス
異世界F×F（ファディル・フェルドラ）で巫女を務める少女。謎の発光現象と共にヨーロッパ某国へ転移してきたところをヴェリネに保護され、地獄の盟主連合の監視下に置かれる。